# História da Paraíba

Bandeira da Paraíba

A história da Paraíba desenvolve-se desde meados do século XVI até os dias atuais.
A Paraíba é um estado do nordeste do Brasil conhecido por seu litoral de belas praias de clima tropical úmido, piscinas naturais marinhas, falésias, estuários, manguezais  e dunas, e também pela arquitetura colonial portuguesa de suas cidades. O Estado tem uma área total de 56 000 km² e possui cerca 4 milhões de habitantes (2018), distribuídos em 223 municípios. A capital, João Pessoa, com cerca de 800 000 habitantes (2018), foi fundada em 1585. O ponto mais elevado do estado é o Pico do Jabre (1 197 metros) na Serra do Teixeira. A praia de Ponta do Seixas marca o ponto mais oriental das Américas. A bandeira do Estado, conhecida como bandeira do Nego, foi adotada em 25 de setembro de 1930, Um terço dela está na cor preta — representando os dias de luto que vigoraram no estado após o assassinato de João Pessoa em Recife, no ano de 1930 — e dois terços restantes na cor vermelha — representando a Aliança Liberal. No meio da parte vermelha, há a inscrição "NEGO", na cor branca e em letras maiúsculas, que é a conjugação do verbo "negar" no presente do indicativo da primeira pessoa do singular e representa a não aceitação do sucessor à presidência da República (Júlio Prestes), eleito para o mandato 1930-1934. Quando da adoção da bandeira, o vocábulo era escrito com um acento agudo na letra E: "NÉGO". Em Cabedelo, a 15 km da capital, fica a Fortaleza de Santa Catarina, erguida em 1589. O clima no sertão é semiárido com predominância do bioma Caatinga. O município de Sousa, no sertão, abriga o sítio paleontológico Passagem das Pedras no qual se encontram os primeiros icnofósseis encontrados no país, como o do Iguanodonte, um herbívoro de quatro toneladas que existiu a cerca de 120 milhões de anos atrás e que foi encontrado pelo agricultor Anísio Fausto da Silva no leito seco de um rio em 1897.

## Século XV e XVI

### Expansão marítima

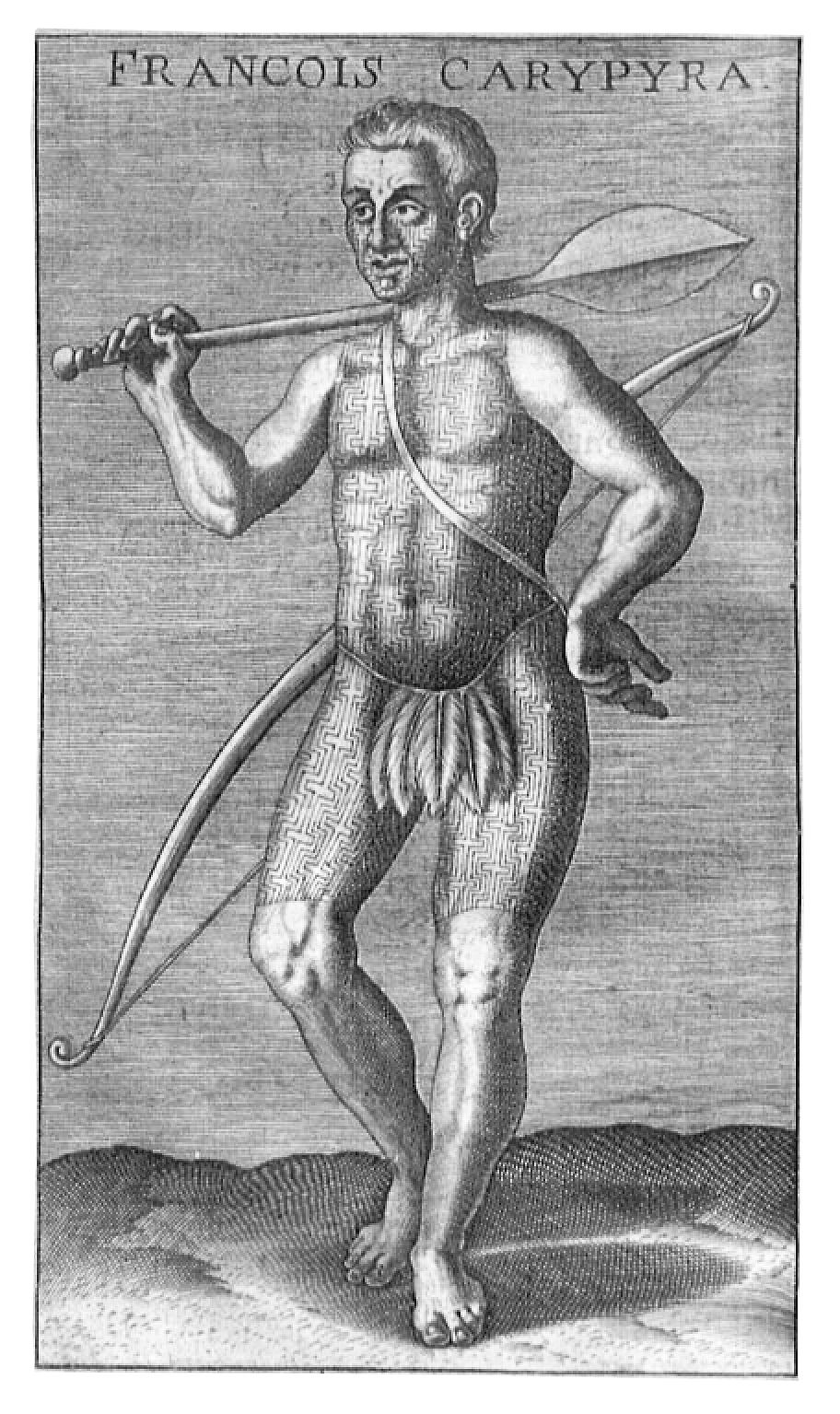
Guerreiro Tabajara, 1614

Durante o final século XV e início do século XVI, a Europa vivenciou a transição da Idade Média para a Idade Moderna, marcada pelas grandes navegações marítimas, pela globalização, pelo mercantilismo, pelo colonialismo e pela expansão do cristianismo. O Reino de Portugal, com sua avançada arte náutica, foi pioneiro na constituição de um império colonial com as descobertas do Arquipélago da Madeira (1419), dos Açores (1427), da costa africana (1434) e da rota marítima para a Índia (1498). A coroa de Castela (Espanha) descobriu a América, entre 1492 e 1502, com Cristóvão Colombo, e fez a primeira circum-navegação do mundo, iniciada por Fernão de Magalhães e concluída por Juan Sebastián Elcano, entre 1519 e 1522. Em 1494, os reinos de Portugal e de Castela assinaram o Tratado de Tordesilhas para dividir as terras "descobertas e por descobrir" por ambas as Coroas fora da Europa. Descobertas que levaram a numerosas expedições navais nos oceanos Atlântico, Índico e Pacífico e expedições terrestres nas Américas, Ásia, África e Austrália, que continuaram até o final do século XIX. O navegador e explorador espanhol Vicente Yáñez Pinzón foi o primeiro a aportar em terras brasileiras, atingindo o cabo de Santo Agostinho em Pernambuco em 26 de janeiro de 1500. Pedro Álvares Cabral, capitão-mor de expedição portuguesa a caminho das Índias, chegou em Porto Seguro na Bahia em 22 de abril do mesmo ano, reivindicando soberania sobre aquela terra, a qual chamou de "Ilha de Santa Cruz", para o Reino de Portugal. Entre os europeus destacam-se também os Franceses que visitaram as praias brasileiras do sudeste ao nordeste desde o início do século XVI, principalmente corsários.i

### Os nativos
Estima-se que entre 2,5 a 3,5 milhões de indígenas habitavam o Brasil na época do Descobrimento e dividiam-se em quatro grupos linguístico-culturais: tupi, jê, aruaque e caraíba. Quando os conquistadores desembarcaram no Brasil, os indígenas que encontraram eram, em sua imensa maioria, do tronco tupi que haviam expulsado as tribos não tupi para o interior e se distribuíam pelo litoral, em uma faixa que se estendia do Maranhão a São Paulo, e ao longo dos principais rios até suas nascentes. Em um conceito geral, as tribos eram comunidades tradicionais, formadas por indivíduos cujas aldeias ocupavam uma área contígua, falavam a mesma língua, tinham os mesmos costumes e o sentimento de unidade. Cada aldeia constituía uma unidade política independente, não havia uma organização política que lhes permitisse atuar conjuntamente. Cada unidade, ao crescer, se dividia em uma nova unidade autônoma que ao distanciar-se ia, reciprocamente, se diferenciando e se tornando mais hostil.  As tribos possuíam um chefe guerreiro que não se distinguia dos demais homens: caçava, pescava e trabalhava como qualquer um. Apenas em casos de guerra o comando lhe era entregue. Havia também um líder para as cerimônias religiosas, com grande influência sobre o grupo, que era o curandeiro da tribo (pajés e caraibas), cuidando dos doentes com ervas medicinais e magia. Não havia escravos ou camada social dominante, todos trabalhavam igualmente para sobreviver. Os indígenas não possuíam língua escrita, utilizavam técnicas rudimentares para a obtenção dos seus meios de subsistência e a exploração dos recursos naturais era limitada. Isso se refletia na maior ocupação do tempo nas tarefas que garantissem a sobrevivência, como a caça, a pesca e a coleta. A atividade agrícola era realizada quase que somente em terrenos florestais onde abriam o roçado com seus machados de pedra e depois queimando o terreno para cultivar algodão, cará, feijão, milho, mandioca, batata doce, abóbora, pimentas, tabaco e outras plantas, além de árvores frutíferas como o caju e o pequi. Cada unidade tribal vivia em guerra permanente contra as outras, dentro de sua área de expansão, até mesmo, com as oriundas da mesma matriz cultural.

### Pré-colonialismo

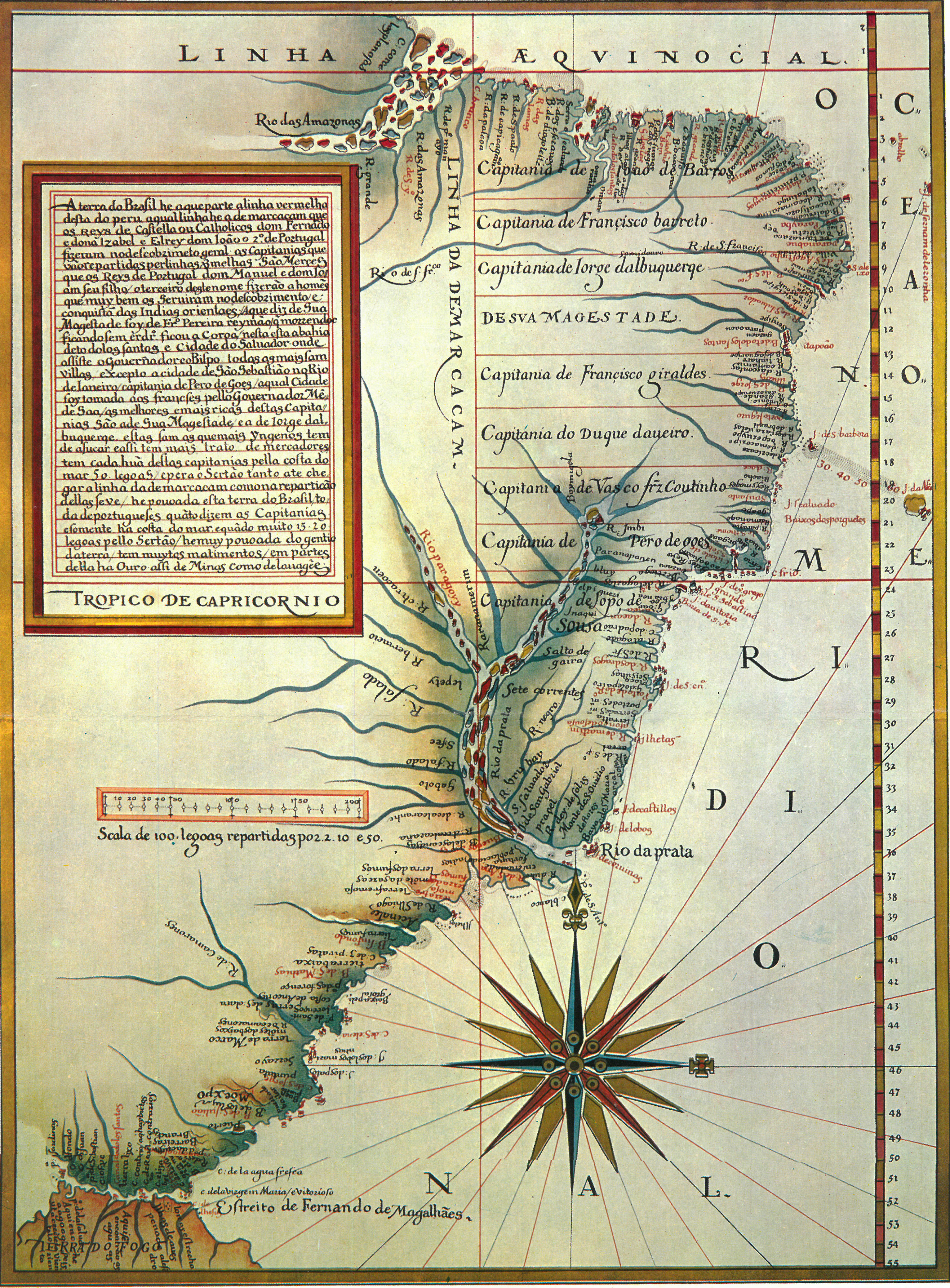
Mapa das primeiras capitanias, 1586

Apesar do alvoroço pela descoberta do Novo Mundo, os interesses portugueses estavam voltados para o comércio de especiarias com as Índias Orientais, muito mais lucrativo. Em 16 de fevereiro de 1504, o Rei de Portugal, Dom Manuel I, doou a capitania da Ilha de São João (atual Fernando de Noronha) a Fernão de Loronha para que esse explorasse o pau-brasil. As instalações se resumiam às feitorias, que era por sua natureza temporária e transitória: era levantada onde se formavam relações amistosas com os indígenas, e sua continuação dependia da manutenção destas relações, dos ataques inimigos e dos lucros do comércio. Eram fortificações simples, de poucos homens, principalmente para o armazenamento do pau-brasil e para o abastecimento dos navios que vinham buscá-lo; toda a mão de obra era de indígenas aliados. As visitas ao novo continente eram esporádicas para buscar o pau de tinta (pau-brasil) e outros produtos exóticos. Foram enviadas as expedições exploratórias dos navegadores Gaspar de Lemos, em 1501; e Gonçalo Coelho, em 1503; que fizeram o levantamento do litoral brasileiro e descrições sobre suas características geográficas. O extrativismo de pau-brasil foi breve, com o rápido esgotamento desse tipo madeira, e não gerou núcleos de povoamento permanentes. A falta de interesse de Portugal no continente americano permitiu que outras nações frequentassem as costas brasileiras, como ingleses, holandeses, espanhóis e, principalmente, franceses.

#### A relação entre os indígenas e os europeus
Nas primeiras décadas, as pequenas povoações foram surgindo no litoral brasileiro formadas principalmente por degradadosii, corsários, contrabandistas, desertores e ocupantes das pequenas feitorias, e as relações entre indígenas e europeus foram se modificando a medida que suas interações aumentavam. De início, a relação dos estrangeiros com os indígenas era amistosa, tratada pelos conquistadores europeus como uma parceria comercial na qual, através da prática do escambo; trocavam objetos de pouco valor (facas, foices, machados, colares de vidro, tecidos e outros) por pau-brasil, algodão e coisas consideradas exóticas, como macacos e papagaios. Entre a veneração e o espanto por aqueles seres fétidos que surgiram do mar em suas grandes naus, vestindo armaduras metálicas, com seus arcabuzes e canhões, os indígenas tinham interesse principalmente nas tecnologias que não possuíam como facas, foices, enxadas e anzóis, além de chapéus, contas de vidro e espelhos. A prática do "cunhadismo", nome que os portugueses deram para um costume indígena utilizado para incorporar estranhos à sua sociedade, foi amplamente usado pelos estrangeiros. O costume consistia em dar uma índia ao estranho e assim, ele assumindo-a, ela se tornaria sua temericô (esposa), o que automaticamente o aparentava por "mil laços" ao restante da tribo, graças ao sistema de parentesco classificatório dos indígenas, que relaciona, uns com os outros, todos os membros de um povo, o que lhes possibilitava diversos outros casamentos. Essa instituição funcionou como forma eficaz e ampla para o recrutamento de mão de obra dos "múltiplos parentes" para cortar e transportar o pau‐brasil para as feitorias e para as naus, caçar e coletar alimentos e capturar prisioneiros para serem trocados por mercadorias ao invés de serem comidos em rituais antropofágicos. O "cunhadismo" foi a base da miscigenação que formou o povo brasileiro. Muitos estrangeiros formaram unidades apartadas das aldeias, compostas por múltiplas esposas índias e seus inúmeros filhos. Um desses núcleos pioneiros, formado com base nessa instituição, foi o de Diogo Álvares Correia, o Caramuru, desde 1509-1510, na Capitania da Bahia, onde constituiu uma numerosa família indígena que foi base essencial da ocupação daquele litoral.

### Martim Afonso de Sousa
Em 3 de dezembro de 1530, Martim Afonso de Sousa, primeiro Governador-Geral, Capitão-Mor e Sesmarioiii do Brasil, zarpou do Tejo com sua armada, composta de uma nau capitânia e mais 4 navios, chegando ao Brasil, na ponta de Olinda em 31 de janeiro de 1531. Sua missão principal era Além de soldados e armamentos, a armada, com 400 pessoas a bordo, trazia agricultores, sementes, ferramentas agrícolas e o mais necessário para implementar uma colonização. Assim que chegou ao Brasil, Martim Afonso, captura duas naus corsárias francesas,  uma no Cabo de Percaauri (Pedra do Xaréu - Cabo de Santo Agostinho) e outra ao sul do Cabo de Santo Agostinho. No dia 2 de fevereiro captura outra próxima a Ilha de Santo Aleixo. Em 30 de abril de 1531, Martim Afonso de Sousa, chegou ao Rio de Janeiro e, na Praia do Flamengo, mandou construir uma "casa forte" cercada de paliçada, um estaleiro e uma ferraria. Martim Afonso ainda encarregou Henrique Montes de obter os mantimentos, suficientes para 300 homens por um ano, para a viagem a Bacia da Prata e enviou 4 homens para reconhecer o sertão. Depois de quatro meses no Rio de Janeiro, a frota de Martim Afonso partiu para o sul e, no dia 12 de agosto de 1531, ancorou em frente à ilha de Canadiana. No dia 21 de outubro de 1531, na entrada do estuário do Prata, próximo a Ilha de Las Palmas (Ilha Gorriti - Uruguai), a frota enfrentou uma grande tormenta que causou o naufrágio da nau capitânia e grandes danos às naus sobreviventes com a perda da maior parte dos mantimentos. Martim Affonso foi convencido a não prosseguir viagem pelo conselho de seus capitães, então enviou Pero Lopes, seu irmão, em um bergantim com 30 homens, para fazer uma incursão pelo rio Paraná com a recomendação de retornar em 20 dias. Pero Lopes subiu o rio Paraná por cerca de 630 km e nas proximidades do Esteiro dos Carandins (Islas de las Lechiguanas - Argentina) fincou dois marcos portugueses e regressou para se encontrar com seu irmão no dia 27 de dezembro. Martim Afonso de Sousa e sua frota partiram para o porto de São Vicente,iv em 1 de janeiro de 1532, pondo fim a expedição da Bacia do Prata. Chegou no dia 22 de janeiro de 1532, fundando a Vila de São Vicente, distribuiu terras para o cultivo e construiu algumas obras públicas, como igreja, casa de conselho, pelourinho e cadeia, além de um engenho para o processamento da cana-de-açúcar. Em 22 de Maio de 1532, Pero Lopes partiu para Portugal, separando-se de seu irmão. Martim Afonso de Sousa permaneceu por um ano e 3 meses em São Vicente. Subiu a serra de Paranapiacaba e, a nove léguas do litoral, estabeleceu o povoamento de Santo André da Borda do Campo, doando sesmarias a João Ramalho a quem nomeia como guarda-mor e alcaide-mor dos campos de Piratininga. Doou, ainda, sesmarias para Brás Cubas, que viria a fundar o Povoado de Santos, e a Pero de Góis. Regressou a Portugal, em 1533, deixando sua capitania sob o governo do vigário Gonçalo Monteiro.

#### Os franceses

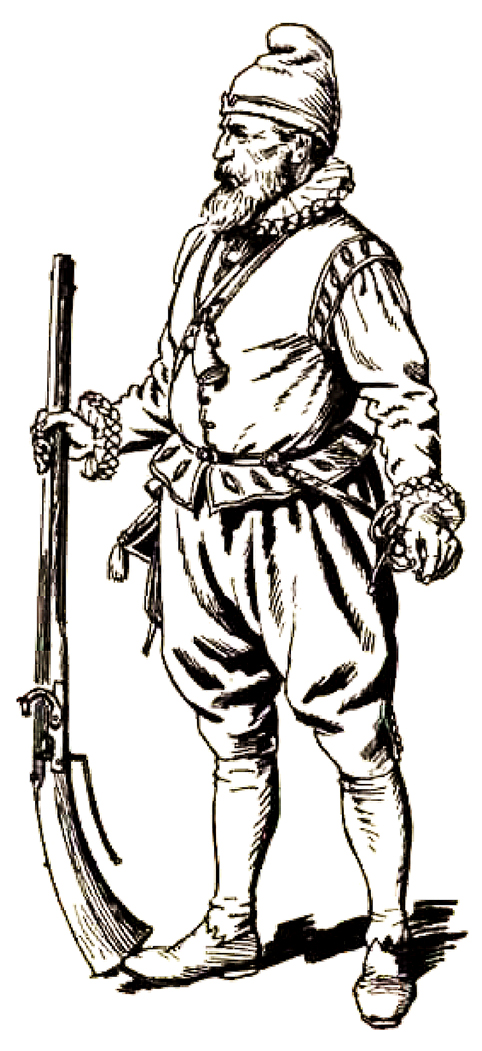
Soldado Francês - século XVI

Os contatos entre os franceses e o Brasil eram registrados desde o início do século XVI - através de navegadores, aventureiros, comerciantes, soldados e missionários católicos ou protestantes. A primeira expedição comercial francesa em terras brasileiras, comandada por Binot Paulmier de Gonneville, a bordo da nau L'Espoir, chegou a costa de Santa Catarina em 5 de janeiro de 1504. Portugal enviou expedições guarda-costas para repelir os invasores, comandadas por Cristóvão Jacques, de 1516 a 1519, quando erigiu a Feitoria de Pernambuco às margens da foz do rio Igarassu, de 1521 a 1522, e de 1526 a 1528, porém com resultados pouco satisfatórios devido a extensão do litoral brasileiro. A Corte Portuguesa começou a reconhecer que as pequenas capitanias fundadas, até então, não tinham êxito em repelir as invasões estrangeiras e que as esquadras enviadas como guarda-costas eram insuficientes. Esse fato e a notícia das explorações de Sébastien Cabotv e Diogo Garcia no Rio da Prata, levaram o rei João III a organizar, em 1529, uma expedição, comandada por Martim Afonso de Sousa, com o propósito de explorar a bacia do Prata e o litoral brasileiro, e de estabelecer uma colônia capaz de rechaçar os contrabandistas e servir de apoio ás armadas. Em março de 1531, a nau "La Pèlerine", em missão "militar, comercial, agrícola e feitorial", comandada por Jean Dupéret, conquistou a Feitoria de Pernambuco, ás margens da foz do rio Igarassu, em Sítio dos Marcos, ocupada pelo feitor Diogo Dias e guarnecida apenas com 5 homens e algumas dezenas de indígenas. Os franceses negociaram com os portugueses e os indígenas, mediante pagamento, a construção de um fortim na Ilha de Ascensão (Itamaracá), rebatizada de "Ile Saint Alexis", em substituição a Feitoria de Pernambuco arrasada pelo bombardeio. Durante a construção do "Forte Alexis" na Ilha de Ascensão, Dupéret tratou de estabelecer relações comerciais com as tribos indígenas próximas e reuniu uma grande carga.  Em pouco tempo a "La Pèrine" partia com sua carga, deixando para trás o capitão La Motte e cerca de 70 homens para a defesa do fortim recém-construído. Porém, em agosto daquele mesmo ano, próximo ao porto de Marselha na Espanha, a "La Pèrine" foi capturada pelos portugueses, através de um ardil, sem combates. Os tripulantes presos e a carga apreendida foram enviados para Portugal. A captura desse navio com uma carga de mais de 15 000 toras de pau-brasil, 3 000 peles de onça, 600 papagaios, aproximadamente duas toneladas de algodão outras mercadorias, e a existência do Fortim Francês no Brasil, levaram o Rei de Portugal, João III, a enviar Pero Lopes de Sousa, que retornava de sua expedição a`Bacia do Prata, para "ir apressadamente a este forte, para destruí-lo, apreender as mercadorias e massacrar os homens da guarnição". O fortim é conquistado após um cerco de 18 dias. La Motte e alguns soldados são executados, 2 soldados são entregues aos canibais e os restantes são presos e enviados para Portugal. Pero Lopes mandou reconstruir a Feitoria de Pernambuco e guarneceu o fortim francês (Feitoria de Itamaracá) com alguns homens sob o comando de Francisco de Braga.

### Capitanias hereditárias e colonialismo

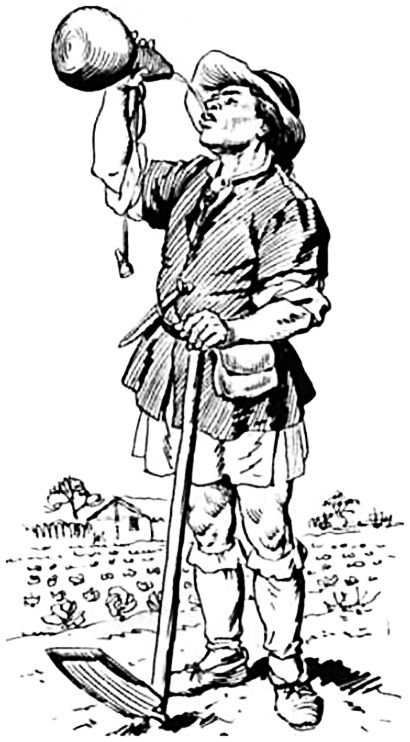
Colono Português - século XVI

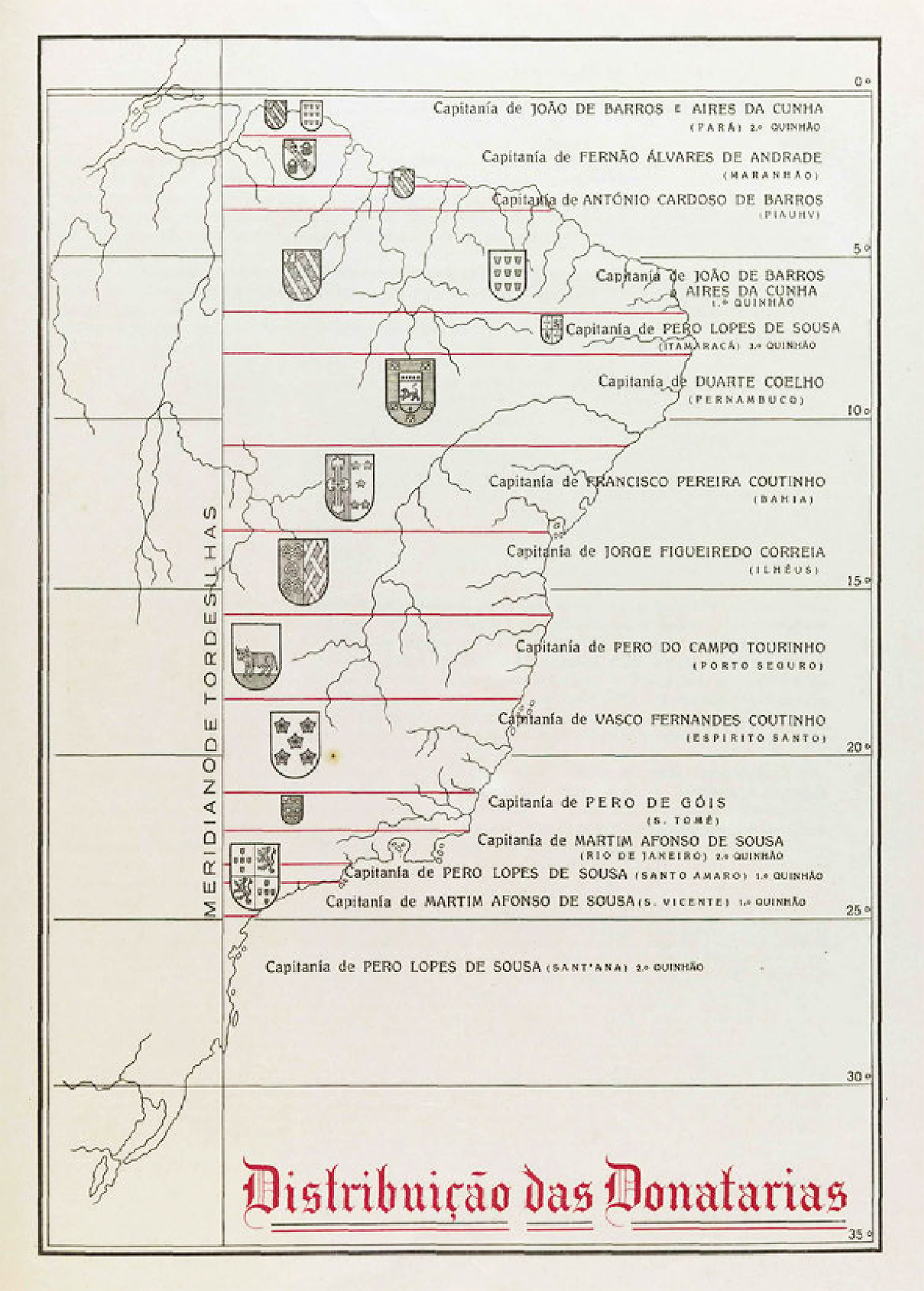
Mapa das Capitanias Hereditárias, 1926

A presença francesa na costa do Nordeste foi tão intensa e ameaçadora que Portugal apressou sua decisão de efetivar a colonização do Brasil, implementando o sistema de Capitanias Hereditárias (donatárias), em 1534-36, que marca o início da colonização sistemática, já que antes o que havia eram as iniciativas comerciais, protegidas pela Coroa, e tentativas isoladas de aventureiros. A doação das capitanias era feita através de dois documentos: a Carta de Doação e a Carta Foral. Pela primeira, o donatário recebia a posse da terra, podendo transmiti-la para seus filhos, mas não vendê-la. Recebia também uma sesmaria de dez léguas da costa na extensão de toda sua capitania. Deveria fundar vilas, construir, nomear funcionários e aplicar a justiça, podendo até decretar a pena de morte. Além disso, adquiria direitos, como: a isenção de taxas, venda de escravos indígenas e recebimento de parte das rendas devidas à Coroa. A Carta Foral tratava dos tributos a serem pagos pelos colonos, definindo ainda o que pertencia à Coroa e ao donatário. Foram distribuídas 14 capitanias, divididas em 15 lotes, para 12 capitães-donatários de pequena nobreza, já que muitos nobres portugueses não se interessaram na oferta visto que a única riqueza realmente comprovada, até aquele momento, era o pau-brasil, reservado à exploração pela Coroa. Quatro dos donatários nunca vieram ao Brasil tomar posse de suas terras. Para o estudo da história da Paraíba, destacam-se a Capitania de Itamaracá e a Capitania do Rio Grande, dentro das quais está inserida a região que compõe a atual Paraíba e a Capitania de Pernambuco e da Bahia que também contribuíram de forma decisiva para sua formação.
| Capitania                            | Donatário                       | Região                                      |
| ------------------------------------ | ------------------------------- | ------------------------------------------- |
| Capitania do Rio Grande              | João de Barros e Aires da Cunha | Angra dos Negros até Baía da Traição        |
| Capitania de Itamaracá               | Pero Lopes de Sousa             | Baía da Traição até Rio Santa Cruz          |
| Capitania de Pernambuco              | Duarte Coelho                   | Rio Santa Cruz até Foz do Rio São Francisco |
| Capitania da Baía de Todos os Santos | Francisco Pereira Coutinho      | Foz do Rio São Francisco a Ponta do Padrão  |

Desde a época da criação das capitanias hereditárias e da instalação dos primeiros governos gerais, as relações interétnicas entre indígenas e colonizadores nas regiões do atual Estado da Paraíba foram sofrendo alterações, tensionadas pelos interesses em jogo e pela intensificação do processo de colonização. Para os portugueses havia um interesse na aliança com essas tribos para que elas se unissem à sua luta contra os inimigos europeus (franceses, holandeses e espanhóis) e outros povos indígenas hostis na expansão de suas fronteiras (tapuias). Portugueses e franceses mantiveram políticas amistosas com os povos indígenas que ocupavam as regiões do atual estado da Paraíba, como os Potiguaras, habitantes do litoral, os primeiros a terem contato com os colonizadores, e os Tabajaras, que partiram dos sertões da atual região Nordeste para as terras ocupadas ao longo do Rio Paraíba do Norte. A prática do escambo permaneceu ainda por muito tempo, principalmente nas fronteiras do Sertão, pois inúmeras vezes servia de alternativa à eliminação dos indígenas hostis ao processo de colonização. No processo de conquista e colonização do Brasil pelos portugueses, os diferentes grupos etno-linguísticos (línguas e culturas diversas) indígenas tais como os Tamoio, Tupiniquim, Aimoré, Goitacaz, etc. foram, em geral, reduzidos a dois grandes grupos: os Tupi (língua-geral - considerados gentios mansos) e os Tapuia (outros - considerados indígenas bravios). As relações de aliança ou hostilidade das tribos indígenas com os estrangeiros faziam-se também de acordo com seus próprios objetivos e interesses ligados à dinâmica de suas organizações sociais. Enquanto alguns colaboraram, outros mantiveram-se hostis. Para ambos os grupos, no entanto, a chegada dos europeus inaugurou uma época de prejuízos incalculáveis, com epidemias, alta mortalidade, escravizações em massa, intensificação de guerras intertribais, trabalho escravo, desestruturação social e cultural entre outros. Como aliados ou inimigos, os europeus foram inseridos nas relações intertribais dos vários grupos Tupi, que se associavam a uns ou outros (portugueses, franceses, holandeses), conforme circunstâncias e interesses que frequentemente se alteravam. A língua Tupi (tupi, tupi-guarani, tupinambá ou "Língua Brasílica") era conhecida também como a "língua comum", utilizada pelos estrangeiros para se comunicar com a maioria dos povos indígenas do litoral brasileiro.

#### Capitania do Rio Grande
Em novembro de 1535 partiu, do Tejo com destino ao Brasil, uma armada de dez navios, com 900 homens e mais de cem cavalos, comandada por Aires da Cunha, guerreiro experimentado nas conquistas do Oriente. João de Barros, sócio de Aires, enviou dois de seus filhos (Jerónimo e João) para representá-lo na expedição. Fernão Alvares de Andrade (Capitania do Maranhão - 2ª Secção), fez-se representar por um delegado de confiança. A grande armada dirigiu-se primeiro a Capitania de Pernambuco, onde Duarte Coelho acolheu os expedicionários. Duarte Coelho forneceu informações e intérpretes aos expedicionários, assim como uma embarcação a remos, para preceder a armada e sondar a costa, de maneira a evitar que as naus dessem em baixios ou demandassem portos sem fundo para ancoradouro. As primeiras 100 léguas ao norte da fronteira da Capitania de Itamaracá (Baía da Traição) pertenciam a Aires da Cunha e João de Barros e compreendiam os atuais estados da Paraíba e do Rio Grande do Norte, e dali, seguindo para o Norte, as seguintes 40 léguas pertenciam a Antônio Cardoso de Barros, donatário da Capitania do Ceará, que abrangiam o atual estado do Ceará e parte do Piauí. Nas seguintes 75 léguas, ficava a capitania de Fernão Alvares de Andrade (Capitania do Maranhão - 2ª Secção) que abrangia parte do Piauí e do Maranhão, e do extremo desta capitania, contando 50 léguas, ficava outra capitania doada a Aires da Cunha e João de Barros (Capitania do Maranhão - 1ª Secção) que abrangia partes do Maranhão e do Pará. A fronteira norte desta capitania, pouco explorada, foi decidida na base da conquista, ao longo da história. Desde a sua partida de Pernambuco, a esquadra foi explorando a costa, sem fragmentar seus recursos em expedições secundárias ou ocupações, com o único objetivo de alcançar a foz do rio Maranhão (Amazonas), provavelmente em busca de ouro, que haviam ouvido falar que haveria por aquelas bandas em grande quantidade. A viagem, ao longo de um litoral pouco explorado até então, foi morosa com a necessidade de sondagens frequentes. A embarcação a remos, cedida por Duarte Coelho, perdeu-se da expedição logo após cruzarem o Cabo de São Roque. No percurso entre o Cabo de São Roque e o rio Maranhão a nau capitania naufragou e Aires da Cunha pereceu, porém as naus restantes atingiram o estuário e desembarcaram na Ilha de Trindade. Lá construíram um castelo e estabeleceram uma colônia que batizaram de Nazareth. Durante cerca de três anos, exploraram as terras circunvizinhas em busca de ouro, navegando cerca de duzentas e cinquenta léguas rios acima, e criando ainda mais dois povoamentos. Porém, sem ter encontrado o ouro e sendo constantemente atacados pelos Potiguaras, os expedicionários resolveram regressar a Portugal e no caminho três naus, levadas por ventos contrários, acabaram nas Antilhas aonde foram aprisionadas pelos espanhóis. Por volta de 1550, João de Barros tentou novamente colonizar sua capitania, armando uma frota em que mandou seus dois filhos, porém os Potiguaras e os franceses ofereceram resistência feroz, e mais uma vez os expedicionários regressaram a Portugal. Em 1554, Luís de Melo da Silva, voltou a tentar explorar a região com três naus, mas naufragou nos seus baixos. Pelos domínios abandonados destas capitanias os pernambucanos vão, mais tarde, desempenhar a tarefa da expansão colonizadora através da Paraíba, do Rio Grande do Norte e do Ceará, expulsando os franceses instalados no Maranhão, e fundando a cidade de Belém, no Pará, e ainda atacando os ingleses no Amazonas.

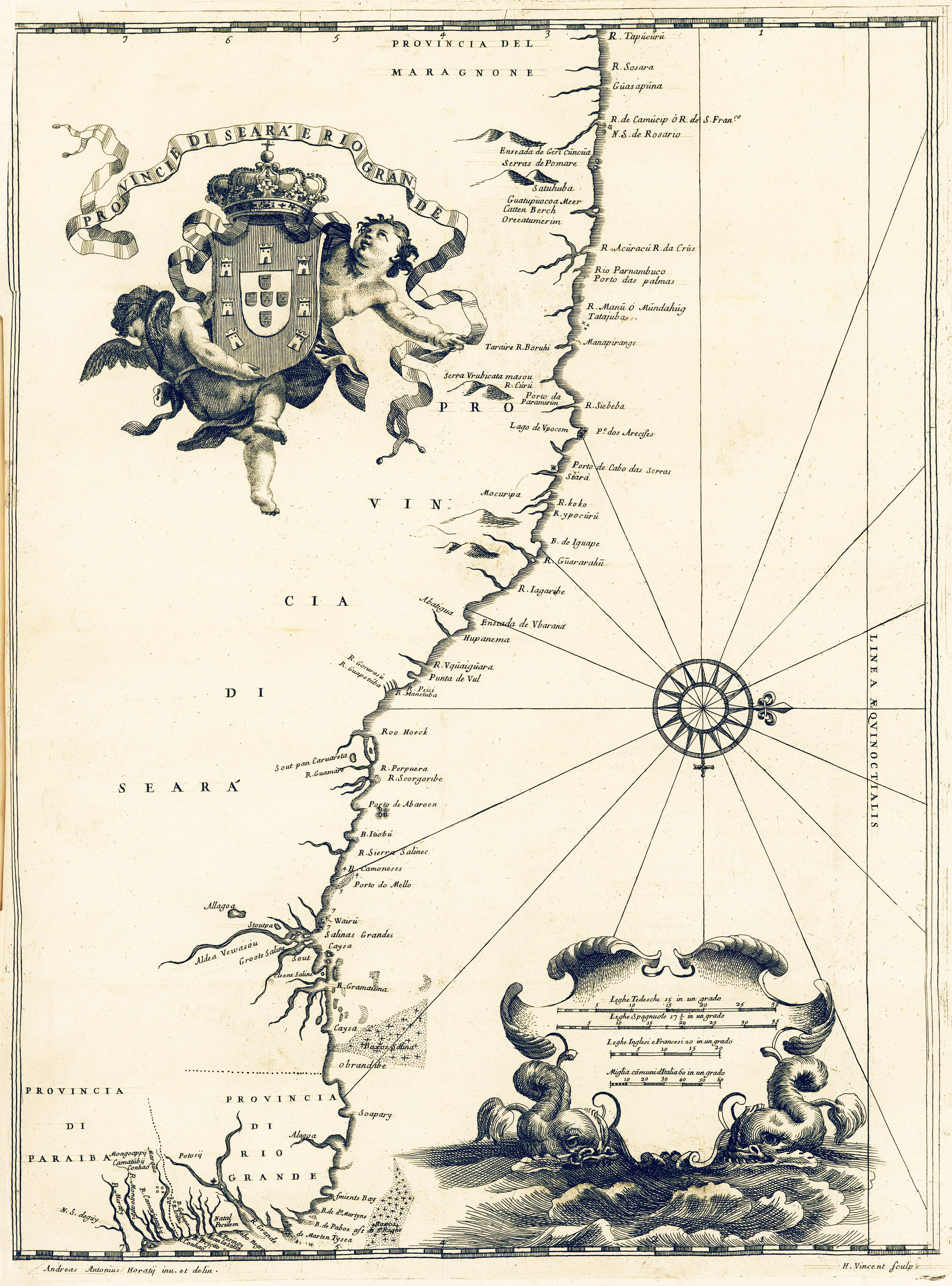
Capitanias do Ceará e Rio Grande (1698)

#### Capitania de Itamaracá
A Capitania de Itamaracá foi doada a Pero Lopes de Sousa, em 1534, que preferindo se aventurar com Carlos V em uma expedição contra o Barba Roxa na Índia, deixou a capitania aos cuidados de Francisco de Braga, seu lugar-tenente, a quem havia dado a guarda da feitorias de Igarassu e do fortim de Itamaracá quando ali estivera lutando contra os franceses. Francisco de Braga levou consigo alguns companheiros e foi para o sítio onde estava localizado o fortim francês, fundando a Vila de Nossa Senhora da Conceição (atual Vila Velha), em 1535. Francisco de Braga, falava tupi e mantinha uma boa relação com os indígenas e com a pequena população local. Quando Duarte Coelho chegou, havia 3 anos que Francisco de Braga vivia naquela região. As diferenças hierárquicas e os conflitos entre as cidades vizinhas, levaram Duarte Coelho, a marcar Francisco de Braga, a moda feudal, com uma cutilada no rosto. Humilhado, e reconhecendo a impossibilidade da vingança contra o aristocrata, Francisco de Braga, com alguns companheiros, abandonou Itamaracá, levando consigo o que podia, e fugiu para as Índias de Castela, em 1538-39. Os companheiros de Francisco de Braga, que haviam preferido permanecer na ilha, transformaram Itamaracá em um refúgio para os criminosos que escapavam das punições de Duarte Coelho. Após a morte de Pero Lopes, em 1539, Isabel de Gambôa, sua viúva, confia ao antigo companheiro e braço direito de Pero Lopes, João Gonçalves, o governo da capitania. João Gonçalves partiu de Portugal com mais 3 naus rumo ao Brasil, em 1542, porém sua nau foi atirada pelos ventos à costa da ilha de São Domingos e ele foi preso pelos espanhóis. Os 3 navios restantes chegaram a Itamaracá, comandados por Pedro Vogado. Vendo que João Gonçalves não chegava, Pedro Vogado enviou as naus de volta a Portugal carregadas de pau-brasil e mandou avisar a viúva do desaparecimento de seu representante, permanecendo em Itamaracá para governar como seu lugar-tenente. Isabel de Gambôa enviou outro representante, que de nada valia, e a capitania manteve-se desgovernada e como refúgio de fugitivos de Pernambuco e contrabandistas até o retorno de João Gonçalves de seu cativeiro, em 1544. João Gonçalves manteve um bom relacionamento com os indígenas e promoveu o desenvolvimento de engenhos e da agricultura canavieira, porém a necessidade de mão de obra por parte dos colonos com o desenvolvimento dos engenhos e da agricultura canavieira nas várzeas de Pernambuco, fez crescer o negócio e a prática da escravidão indígena e, com ela, a violência e as guerras. Com a morte de João Gonçalves e o abandono por parte de seus donatários a capitania se tornou novamente em um reduto de contrabandistas de pau-brasil e traficantes de escravos indígenas.

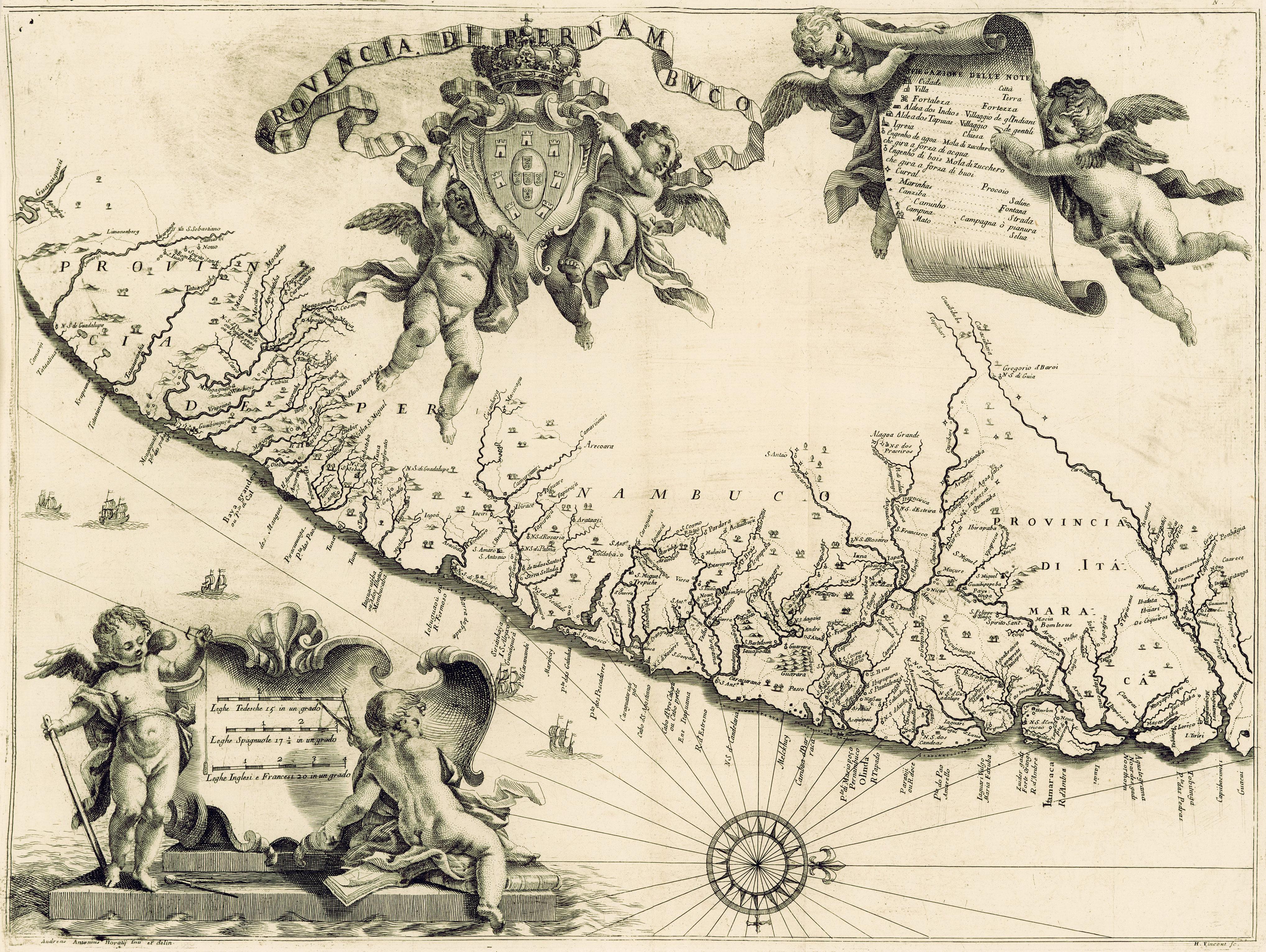
Capitanias de Pernambuco e Itamaracá (1698)

#### Capitania de Pernambuco (Nova Lusitânia)
Duarte Coelho, donatário da Capitania de Pernambuco, partiu de Portugal em outubro de 1534 e chegou na foz do rio Igarassu, em 9 de março de 1535, para estabelecer a sede de sua capitania, Desembarcou com a mulher, os filhos, as tropas e os colonos nas imediações do sítio dos marcos. O local da feitoria de Igarassu era propício pois garantia uma ocupação pacífica, pelo longa convívio entre os indígenas e os que ali moravam, e o aproveitamento das instalações preexistentes. Ali, em 27 de setembro de 1535, fundou a vila de Cosme e Damião. Após sua fundação, Duarte Coelho organiza uma expedição e, a menos de 30 km de Igarassu, encontra um local que considerou estratégico e facilmente defensável por estar em um promontório, próximo a uma praia protegida por uma barreira de recifes com aberturas estreitas pelas quais podia-se acessar a costa. O local era ocupado por uma aldeia  de indígenas Caetés, que após um violento combate, foram expulsos dali. Em janeiro de 1536, Duarte Coelho se transfere para o local, deixando a Vila de Cosme e Damião sob o comando do seu lugar-tenente, Afonso Gonçalves. E nesse local que a expedição de Aires da Cunha se encontra com Duarte Coelho, ocupado com as obras da vila que seria a futura sede de sua capitania e que batizou de Olinda. Em 1540, Duarte Coelho foi a Portugal com o intuito de captar recursos para a construção de engenhos em sua capitania, voltando em setembro do ano seguinte, trazendo consigo mão de obra especializada e mudas de plantas das ilhas Canárias. No começo de 1542, iniciou a construção, ás margens do rio Beberibe, no Varadouro, a construção do primeiro de cinco engenhos que ergueu nas cercanias de Olinda ao longo de 2 anos. Duarte Coelho faleceu em Lisboa, em 7 de Agosto de 1554. Seu primogênito, Duarte de Albuquerque Coelho, recebeu a confirmação da doação da capitania em 8 de Novembro de 1560. A rainha regente, D. Catarina, de Áustria, encarregou os irmãos de iniciar uma campanha contra os indígenas de Pernambuco, que faziam grandes estragos na capitania e que Jerônimo de Albuquerque não conseguia conter. Jerônimo de Albuquerque governou a capitania por delegação de sua irmã, D. Brites de Albuquerque, a viúva de Duarte Coelho, enquanto seus filhos permaneceram em Lisboa.

#### Capitania da Baía de Todos os Santos
Francisco Pereira Coutinho, o donatário, chegou à Baía de Todos os Santos, em 1536. A  capitania oferecia circunstâncias favoráveis à colonização, com um ancoradouro amplo e seguro, visitado, desde 1501, pelas armadas portuguesas de exploração e comércio, pelos navegadores espanhóis e também pelos corsários franceses. Fundou uma feitoria, construiu uma fortificação a beira-mar e formou uma povoação com o auxílio das pessoas que ali já habitavam desde há muito tempo, entre elas, Diogo Álvares, o Caramurú, com seus filhos e genros, no local conhecido como Vila Velha. Nos primeiros anos viveu em paz com os indígenas e os colonos puderam formar suas lavouras, porém, a medida que avançou para o sertão e construiu dois novos engenhos, os indígenas Tupinambás se rebelaram, atacando e destruindo os engenhos e as lavouras. Em 1545, cercado em sua fortificação, com o fornecimento de água e víveres cortados pelos indígenas, Francisco Pereira Coutinho fugiu para a capitania de Ilheús e, dali, partiu para refugiar-se na capitania de Porto Seguro. Diogo Álvares, o Caramurú, que conseguiu fazer um pacto de paz com os indígenas revoltosos foiter com Fernando Coutinho, noticiando ainda que os franceses haviam aparecido, retirado os canhões da fortaleza e prometido retornar em 5 dias, com cinco naus e colonos para povoar a terra. Francisco Coutinho resolve então voltar para se apossar de seu castelo. porém ventos contrários arremessaram suas naus à costa da ilha de Itaparica onde foram devorados pelos Tupinambás.

#### Capitães, colonos, indígenas e conflitos
A medida que as capitanias foram se desenvolvendo, as relações entre os indígenas e os colonizadores começaram a se deteriorar. Dentre os fatores que causaram a ruptura dessas relações, os mais relevantes foram: o crescimento das colônias e sua necessidade maior de alimentos, e o desenvolvimento das lavouras de cana-de-açúcar e dos engenhos que avançavam do litoral para o sertão, ameaçando e violando os territórios ocupados pelas aldeias indígenas; as novas relações de trabalho compulsórias impostas pelos portugueses que implicavam no abandono do sistema produtivo agrícola indígena, primordial para a sobrevivência das aldeias; o acentuamento na imposição de uma transformação cultural dos indígenas buscando sua adequação para o trabalho compulsório; a percepção pelos indígenas que, ao invés de aliados para combater seus inimigos, os portugueses haviam os transformado em capturadores e escravizadores, e seus oponentes em objeto de troca, o que aviltava seus valores culturais e crenças religiosas; e a constatação pelos indígenas de que a interdição de atacarem os portugueses e suas vilas não impedia os colonos de atacarem suas aldeias em busca de mão de obra escrava, num claro desrespeito ao acordo matrimonial existente entre eles. Os conflitos também ocorreram, não só entre os indígenas e os colonizadores, mas também entre os colonos e os donatários das capitanias. Os conflitos forem se acentuando, em meados dos anos 1540, culminando nas revoltas da Bahia, em 1545; de São Thomé, em 1546; do Espírito Santo, em 1546 e de Porto Seguro, em 1546.

### Governo-Geral (1549-1572)
Em 7 de janeiro de 1549, D. João III, rei de Portugal, nomeia Tomé de Sousa governador-geral do Brasil e capitão da capitania da Baía de Todos os Santos. A instituição de D. João tornava todos os agentes coloniais, inclusive os donatários, legalmente subordinados ao governador-geral. Ainda ficavam instituídos dois cargos, subordinados ao governador-geral, com funções bem definidas, o ouvidor-geral, responsável por exercer as funções judiciárias, unificando leis e normas e restabelecendo a ordem entre as capitanias, e Provedor-mor, responsável por fiscalizar e revisar as contas e decisões tomadas pelos escrivães e contadores, seus subordinados na administração das contas da colônia. A instituição do governo-geral, enquanto ferramenta de controle político de poder foi um golpe nas capitanias hereditárias, as quais, com isso, não detinham mais a exclusividade do controle sobre seus colonos em suas propriedades.

#### As aldeias reais (aldeamentos)
As insurreições indígenas, as incursões dos franceses e as desavenças entre os colonos e os capitães levaram Portugal a rever sua política de colonização. A partir de 1548, a Coroa Portuguesa criou a política dos aldeamentosvi na tentativa de superar os conflitos entre os grupos indígenas da costa brasileira e os colonos, converter os gentios e criar "fronteiras vivas" que garantissem seus limites externos, com grupos indígenas aliados. Os aldeamentos eram administrados inicialmente pelos missionários que ficavam incumbidos de converter, educar e civilizar os indígenas gentios "descidos" (convencidos pacificamente a descer a serra - interior ou sertão - em troca de proteção Real, casas, terras, víveres etc.), que serviriam como reserva de mão de obra da coroa, como soldados guerreiros e servindo de intermediários nas conversações e acordos efetuados com as tribos hostis. O "convencimento pacífico" desses indígenas "voluntários" era conseguido, muitas vezes, pelo medo e foi a solução encontrada para resolver os dois maiores problemas da colonização: a necessidade de terras e a necessidade de mão de obra para trabalhar nelas. Satisfazendo ainda os objetivos da Santa Fé que era a conversão. Mesmo quando não encontravam indígenas voluntários, eles eram “conseguidos” de outras maneiras, pois apesar da legislação proibir a escravização de indígenas amigos, essa era uma prática comum do Brasil colônia. Assim, alguns caciques preferiram estabelecer alianças com os portugueses a serem subjugados pela força, garantindo dessa maneira a sobrevivência e a segurança de seu povo e o apoio contra seus inimigos.

#### Os engenhos de açúcar

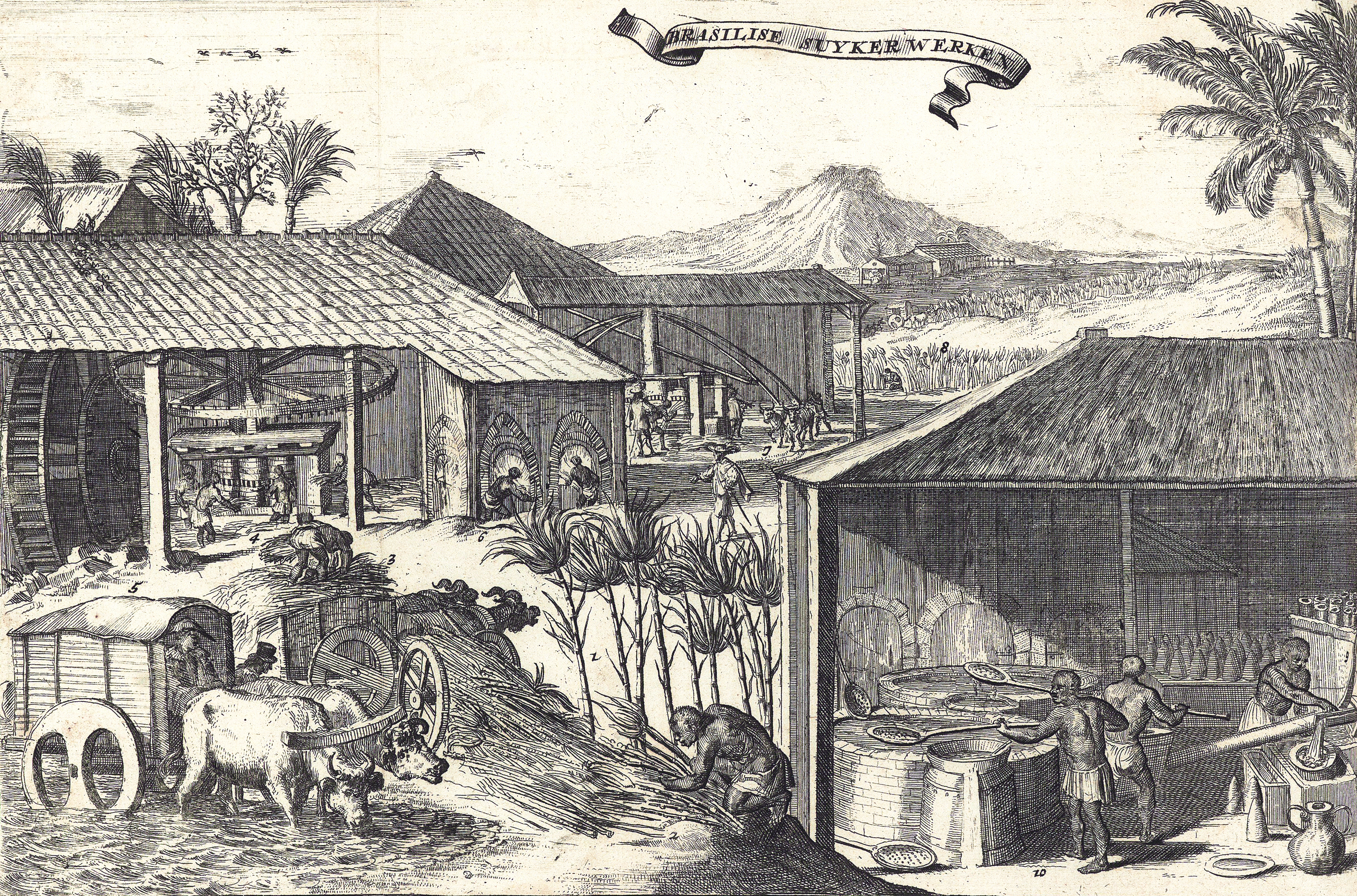
Indígenas trabalhando em engenho de açúcar.

Os primeiros engenhos foram instalados na capitania de Itamaracá, quando esta era ainda uma feitoria, em 1516, pelo administrador colonial Pero Capico. O extrativismo do pau-brasil, que ia dizimando este recurso e abrindo novos campos em direção ao interior, as características naturais do Brasil, propícias para o desenvolvimento da lavoura da cana-de-açúcar, o valor do açúcar para a Europa, a necessidade de colonizar e de alimentar os povoamentos, levaram ao grande desenvolvimento da indústria canavieira, principalmente no nordeste. Os engenhos necessitavam de grandes extensões de terra e muita mão de obra, sendo totalmente dependentes do trabalho indígena e, por isso, estavam normalmente localizados próximos as aldeias e aldeamentos indígenas. A moenda dos primeiros engenhos eram movidas a tração animal visto que engenhos movidos com rodas d'água eram extremamente caros.

#### Tomé de Sousa (1549-1553)
De posse do regimento de 17 de dezembro de 1548 Tomé de Sousa, partiu com sua expedição, que constava de três naus, duas caravelas e um bergantim, em 1 de Fevereiro de 1549 e chegou ao Porto da Barra na Baia de Todos os Santos, em 29 de Março do mesmo ano. Na armada vieram os primeiros evangelizadores da Companhia Jesus do Brasil, Manuel de Nóbrega, João de Azpilcueta Navarro, Leonardo Nunes, Antonio Pires, Vicente Rodrigues e Diogo Jácome. Em julho de 1550, D. João III escreveu ao Papa para tratar da criação de um bispado no Brasil. A bula foi passada em 25 de fevereiro de 1551, nomeando D. Pedro Fernandes Sardinha, natural de Évora. que chega a Salvador em 23 de julho de 1552. Nos meses seguintes à sua chegada, Thomé de Sousa incutiu-se da construção da Cidade do Salvador, a primeira capital do Brasil, onde edificou a residência do governador, a Casa da Câmara, a Igreja Matriz, o Colégio dos Jesuítas, a primeira escola do Brasil, e outros edifícios. Durante seu mandato de três anos, viajou, em vistoria, pelas capitanias do Brasil, concedeu sesmarias, organizou os sistemas de defesa, o comércio, promoveu a pecuária e estabeleceu as bases para o funcionamento administrativo do Brasil, como unidade política. Promoveu o povoado Santo André da Borda do Campo, de João Ramalho, na capitania de São Vicente, a condição de vila, em 1553. Também organizou as primeiras bandeiras, incursões para o interior do território com o objetivo de encontrar ouro, prata e pedras preciosas. Foi substituído por Duarte da Costa, em 1553.

#### Duarte da Costa (1553-1558)
Duarte da Costa, o segundo Governador do Brasil, chegou em julho de 1553, acompanhado por José de Anchieta e um grupo de padres jesuítas. Em sua administração, Duarte da Costa, permitiu a utilização de mão de obra escrava indígena para promover a lavoura da cana-de-açúcar e organizou tropas para combater as tribos do recôncavo baiano que se recusavam a ceder terras para os colonos. Consequentemente, além de criar problemas com os indígenas, criou problemas com os clérigos que conduziam as atividades de captação e conversão das populações indígenas, conforme a política dos aldeamentos. A atuação dos clérigos foi de grande importância no processo de formação dos primeiros centros urbanos e instituições de ensino no Brasil colônia e promoveu um intenso contato com as populações indígenas. Foi durante seu governo, ainda, que Manuel da Nóbrega e José de Anchieta fundaram o Colégio Jesuíta da Vila de São Paulo de Piratininga, em 25 de janeiro de 1554. Outro episódio marcante na administração de Duarte da Costa foi a invasão da Baia de Guanabara pelos franceses, em 1555, que se estabeleceram na ilha de Serigipe, com o apoio dos Tamoios, indígenas nativos da região. A região, que era evitada pelos portugueses dada a animosidade dos Tamoios, seria usada para estabelecer uma colonização francesa, a França Antártica.

#### Mem de Sá (1558-1572)

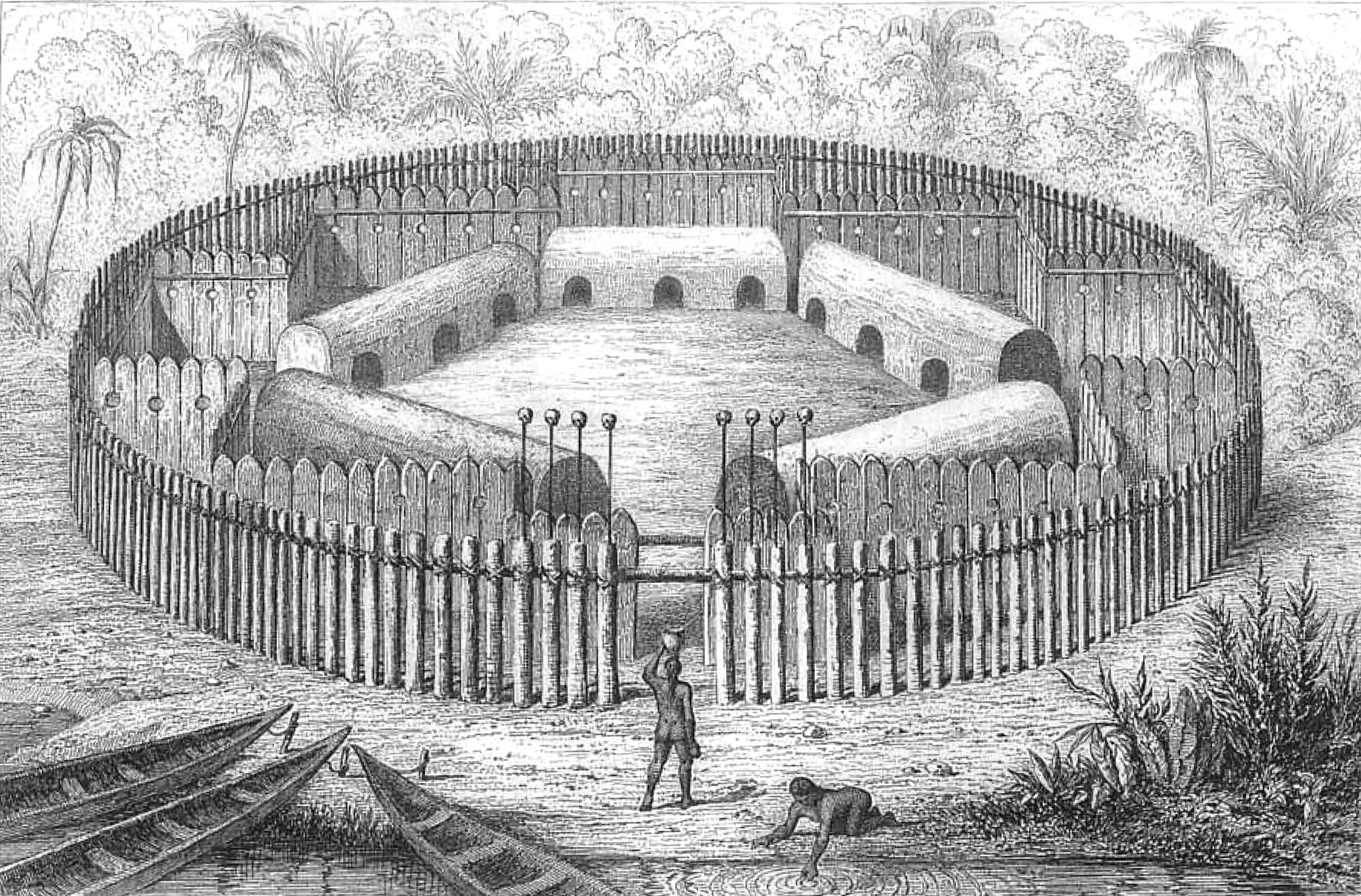
Aldeia ou Taba Indígena - Gravura de A.F. Lemaitre

Mem de Sá, terceiro governador-geral do Brasil, chegou a Salvador, na Bahia, em 28 de dezembro de 1557 e tomou posse do Governo a 3 de janeiro de 1558, permanecendo no cargo por quinze anos. Sua administração ficou conhecida pelo combate aos levantes indígenas, que ocorreram em várias capitanias. Houve levantes na Bahia, Espírito Santo, Ilhéus, Porto Seguro, São Vicente e Rio de Janeiro. Mem de Sá teve também que enfrentar a presença dos franceses, que tentavam se estabelecer em diversos pontos do litoral do Brasil. Mem de Sá acompanhado por seu sobrinho Epitácio de Sá, liderou as forças das capitanias de Ilhéus, Porto Seguro e São Vicente que se juntaram à armada que veio do reino de Portugal, destruindo a povoação de Henriville e conquistando o Forte Coligny, abandonado pelos remanescentes franceses que se refugiaram nas aldeias indígenas aliadas, na região da atual praia do Flamengo e Glória, entre os anos de 1559 e 1560. Os padres jesuítas José de Anchieta e Manuel de Nóbrega firmaram a paz (Paz de Iperoig) com os Tamoios e os tupiniquins da capitania de São Vicente, em 1563, o que permitiu a sobrevivência do Colégio Jesuíta de São Paulo e a permanência dos colonizadores na região da Vila de São Paulo de Piratininga. Epitácio de Sá, sobrinho do Governador, que voltava de Portugal com 2 galeões, alcançou a Guanabara em fevereiro de 1564, com a missão de expulsar os franceses e povoar o Rio de janeiro, levando consigo Manuel da Nóbrega e José de Anchieta, por sugestão de Mem de Sá, para tentarem apaziguar os Tamoios. Depois de dois meses de combate de poucos resultados, vai a São Vicente para buscar reforços e víveres. Em São Vicente, Epitácio foi intimado pela Câmara Municipal de São Paulo de Piratininga a utilizar sua armada na guerra contra os tamoios e tupiniquins, assaltantes contumazes da vila, caso quisesse homens e víveres para lutar contra os franceses. Assim, o capitão-mor da armada por lá permaneceu quase um ano, partindo para o Rio de Janeiro, em meados de janeiro de 1965, levando cerca de duzentos homens. Em 1 de março de 1565, entre o morro Cara de Cão e o morro do Pão de Açúcar, fundou a cidade de São Sebastião do Rio de Janeiro e, no fim de quase dois anos, terminou sua construção, com Câmara Municipal, instituição de seu patrimônio territorial, distribuição de sesmarias e outros. A consolidação do povoamento se iniciou em 19 de janeiro de 1567, quando Mem de Sá chegou à Guanabara com uma armada que no dia seguinte iniciou a batalha de Uruçumirim, nas proximidades do atual Morro da Glória, avançando depois para a ilha de Paranapecú, onde se situava a aldeia dos Maracayás, hoje ilha do Governador, onde conquistaram a vitória no mesmo dia 20 de janeiro. Na batalha de Uruçumirim, Epitácio de Sá foi ferido com uma flechada no olho e morreu um mês depois. Com o retorno de Mem de Sá à Bahia após a expulsão dos franceses, Salvador Correia de Sá, assumiu como capitão-mor da “Capitania e Cidade de São Sebastião do Rio de Janeiro” (1568-1572) e foi sucedido por Cristóvão de Barros (1572-1574). Após a nomeação de Salvador Correia de Sá, em data incerta, São Sebastião do Rio de Janeiro foi transferida para o morro de São Januário, atual morro do Castelo.

### A repartição do Brasil (1572-1577)
Com a morte de Mem de Sá, em março de 1572, a Coroa Portuguesa resolveu adotar um novo sistema administrativo para o Brasil: a Repartição do Sul, com sede na capitania do Rio de Janeiro e que abrangia as capitanias do São Vicente, Espírito Santo e Porto Seguro. As demais capitanias estavam dentro da Repartição do Norte, cuja sede continuava sendo o Governo da capitania da Bahia. Luís de Brito e Almeida, recém-empossado governador-geral do Brasil e da Capitania da Bahia, foi nomeado para governar a Repartição Norte, e o ouvidor de Pernambuco, Antônio Salema, para governar a Repartição Sul. A divisão em repartições pretendia diminuir a distância entre o governo administrativo e as capitanias tendo como objetivo principal a defesa da colônia e seus povoamentos. Salema ajuntou um corpo de quatrocentos portugueses e setecentos indígenas que, sob o comando de Christovão de Barros, combateram Tupinambás, Tamoios e corsários franceses, que continuavam a atacar São Sebastião do Rio de Janeiro, aniquilando-os. A primeira empresa de Luis de Brito, foi atacar as aldeias indígenas ao norte da capitania, nas terras do rio Real, fundando a Vila de Santa Luzia. que deu origem a capitania de Sergipe. Em 1573, Luís de Brito e Almeida enviou uma expedição, para explorar o interior, comandada por Sebastião Fernandes Tourinho que, subindo o Rio Doce, atravessou o Jequitinhonha e voltou com provas da existência de ricas minas naquelas cercanias (atual Minas Gerais). Desde 1570, os indígenas Potiguaras, aliados dos franceses, faziam ataques regulares contra Olinda, na capitania de Pernambuco, e Itamaracá, capitania abandonada por seu donatário (a viúva de Pero Lopes).

#### O ataque ao engenho Tracunhaém
No ano de 1574, em um episódio que ficou conhecido como "Tragédia de Tracunhaém", a índia Iratembé ( Lábios de Mel), filha do cacique Ininguaçú, casada com um mameluco (que prometera permanecer na aldeia), fugiu com seu marido que queria retornar para Olinda. Seus irmãos saíram em sua captura, encontrando Antonio Salema, Governador da Capitania do Rio de Janeiro, em visita à cidade, que ordenou a volta imediata de Iratambé e ainda deu-lhes um salvo-conduto para que chegassem à aldeia sem percalços. Porém, ao pararem para pernoitar em Tracunhaém, foram bem recebidos pelo senhor do engenho, Diogo Dias, mas na calada da noite a jovem foi sequestrada por Diogo Dias que se negou a entregá-la. Os indígenas voltaram para a aldeia e relataram o acontecido para Ininguaçú. O cacique enviou emissários a Pernambuco para reclamar junto as autoridades, porém nenhuma ação foi tomada. Instado pelos franceses, Ininguaçú reuniu cerca de 2.000 homens de tribos da Paraíba e do Rio Grande do Norte e atacou o engenho matando todos os moradores - proprietários, colonos e escravos. Em seguida, o grupo atacou e incendiou engenhos da Capitania de Itamaracá, matando, no total, mais de 600 pessoas.

#### O rio Paraíba
Embora a capitania de Itamaracá se estendesse até a baía da Traição, sua exploração nunca foi efetuada por seus donatários. Com exceção da região localizada às margens do rio Goiana, seu território permanecia praticamente despovoado e seu domínio continuava pertencendo aos Potiguaras e seus aliados, os franceses, que traficavam pau-brasil. As guerras Potiguaras, a partir de 1560, provocadas pelo aumento na escravização de indígenas, e o receio de que os franceses se instalassem no rio Paraíba, como havia acontecido na Baía da Guanabara, levaram o rei de Portugal, D. Sebastião, a ordenar que Luís de Brito conquistasse pessoalmente aquela área. Primeira tentativa de conquista da Paraíba - Em 1574, Luís de Brito e Almeida, após saber do incidente de Tracunhaém, ordenou que o Ouvidor e Provedor-Mor, Fernão da Silva, que estava sediado em Pernambuco, reunisse quem pudesse, portugueses e indígenas, para conquistar o rio Paraíba. Chegando lá, tomou posse das terras da "Paraíba" em nome D'el Rei de Portugal, porém, acossada pelos Potiguaras, a expedição teve que fugir correndo pela praia e refugiar-se em Itamaracá.vii Segunda tentativa de conquista da Paraíba - Instado pelos moradores de Itamaracá e Pernambuco, que sofriam constantes ataques dos Potiguaras, Luís de Brito, organizou nova expedição a fim de conquistar o rio. Em 1575, reuniu, na Bahia, uma armada de 15 naus, sob o comando de seu sobrinho, Bernardo Pimentel d'Almeida, e zarpou rumo ao rio Paraíba, porém o mar revolto e os ventos contrários dispersaram a armada. Algumas naus, incluindo a de Luís de Brito, retornarem a Bahia. A nau de Bernardo Pimentel d'Almeida, e outras, ancorou em Pernambuco, mas cansado de esperar retornou a Bahia. As infrutíferas e dispendiosas expedições fizeram o Governador da Repartição Norte desistir de tentar conquistar e povoar a Paraíba. Os Potiguaras e os franceses, motivados pelas sucessivas vitórias, intensificaram as incursões pelo território da capitania de Itamaracá, estendendo seus domínios até a fronteira da capitania de Pernambuco do outro lado do rio Igarassú (margem esquerda do rio), forçando os colonizadores remanescentes a se refugiarem na ilha de Itamaracá.

### Governo-Geral de Lourenço da Veiga (1577-1581)
A Corte de Portugal consciente do insucesso da repartição do governo do Brasil. E que, mesmo com o sucesso de algumas empreitadas, a colônia mostrava-se mais frágil em sua defesa, com as repartições menos aptas a unirem forças em caso de necessidade. Resolveu, assim, retornar ao antigo sistema administrativo de um só Governo-Geral. Em 12 de abril de 1577, Diogo Lourenço da Veiga foi nomeado "capitão da Bahia e governador geral da dita capitania e de todas as mais terras e capitanias do Brazil". Lourenço da Veiga assumiu o governo no início de 1578, mesmo ano em que, a 4 de agosto, nas areias de Alcácer-Quibir, morria o jovem Rei D. Sebastião, gerando uma crise sucessória em Portugal. Terceira tentativa de conquista da Paraíba - No princípio de seu governo, da Veiga, chegou a dar ordens que se organizasse uma expedição para a conquista do Paraíba, porém desistiu ao saber que Fructuoso Barboza, um rico comerciante de pau-brasil e residente em Pernambuco, havia recebido, de D. Henrique I, "o Cardeal-Rei", a concessão de "capitão-mór da conquista da Parahyba", em 25 de janeiro de 1579. Fructuoso Barbosa. de passagem pela Corte em Portugal, ofereceu-se para conquistar a Paraíba, e colonizá-la, em troca de ser, em adiantado, por dez anos, o capitão-mor da dita capitania e dela podendo cobrar todas as rendas. Fructuso Barbosa, e sua expedição composta de quatro naus, com parentes, famílias de colonos, religiosos das ordens dos franciscanos, dos beneditinos e dos carmelitas, soldados, munições e outros meios materiais necessários à colonização, zarpou de Lisboa no ano de 1580, porém ataques de corsários, tormentas e ventos contrários dispersaram a frota e, parte dela veio dar à costa do Brasil, e parte foi dar, incluindo a nau de Fructuoso, às Índias Ocidentais. Sua esposa faleceu durante a viagem e, vendo frustrada sua iniciativa, ele retornou a Portugal. Ainda em 1579, durante o governo de Veiga, 11 naus francesas, de Dieppe e Le Havre, foram surpreendidas, por naus portuguesas, traficando na costa brasileira e foram incendiadas, os sobreviventes refugiaram-se com os nativos aliados. O Rei Henrique I faleceu em Portugal, em 31 de janeiro de 1580, e o Governador-Geral do Brasil, Diogo Lourenço da Veiga, doente, faleceu na Baía, em 17 de Junho de 1580.

## União Ibérica (1580-1640)
|  | Com a morte do rei-cardeal, D. Henrique I, durante as Cortes de Almeirim de 1580, explorando juridicamente seu parentesco como um dos netos de D. Manuel, pelo uso de suborno e pelo poderio militar, vencendo a Guerra da Sucessão Portuguesa, Filipe II, rei da Espanha, foi jurado Filipe I, rei de Portugal, nas Cortes de Tomar, no Convento de Cristo, em 16 de abril de 1581, prometendo respeitar os foros e isenções, e a manutenção da administração do reino apenas em mãos portuguesas ou por um membro da Família Real, com a proibição da nomeação de espanhóis para cargos da administração civil, eclesiástica ou judiciária. Em 19 de maio de 1582, os vereadores e demais autoridades da Câmara de Salvador se reuniram e marcaram o ato de aclamação do novo Rei de Portugal para o dia 25 de maio. Nas outras regiões do Brasil, a notificação oficial que Filipe II era o novo Rei de Portugal ocorreu após a vinda do governador Manuel Teles Barreto. |

### Governo Interino Cosme Rangel de Macedo e D. Antônio Muniz Barreiros (1581-1583)
Sem que a Corte Portuguesa tivesse determinado alguém para substituir Diogo Lourenço da Veiga, uma junta, formada pelo Senado da Câmara e pelo Ouvidor-Mor Cosme Rangel de Macedo, assumiu o Governo Geral do Brasil e da Capitania da Baia de Todos os Santos. Quarta tentativa de conquista da Paraíba - Em 1582, Frutuoso Barboza retornou a Pernambuco, sob ordens de Filipe II, Rei da Espanha e de Portugal, para cumprir sua parte no contrato firmado entre ele e a Coroa. Com o apoio por terra do capitão e ouvidor-mor de Pernambuco, Simão Rodrigues Cardoso, com duzentos homens, a pé e a cavalo, e mais uma tropa de nativos, partiu para conquistar a Paraíba, por mar. Quando chegou à foz do rio Paraíba, com sua armada e algumas caravelas das capitanias de Itamaracá e Pernambuco, e, subindo o rio, encontrou oito naus francesas das quais incendiou cinco que estavam ancoradas e com a maior parte de seus tripulantes em terra a tratando de carregar o pau-brasil, no sertão, com os Potiguaras, enquanto três outras fugiram. Animados pela vitória fácil, desembarcaram, o filho de Fructuoso, alguns parentes seus e soldados espanhóis, mas ao adentrarem a terra foram pegos em uma cilada na qual morreram mais de quarenta homens, entre nobres espanhóis, soldados, portugueses e o filho de Fructuoso, enquanto fugiam as pressas em seus batéis. As naus retornaram a foz do rio, onde aguardaram a chegada de Simões Rodrigues e sua tropa. Com a chegada da tropa, atravessaram o rio para sua banda norte, pois do lado sul do rio (cabedelo) constataram não ser possível se fortificarem e povoarem pela falta de água. Em 7-8 dias combateram e mataram muitos Potiguaras e  avistaram muitos inimigos, assim abandonaram o arraial e fugiram às pressas para Pernambuco.

### Governo-Geral de Manuel Teles Barreto (1583-1587)
Manuel Teles Barreto nomeado capitão da cidade do Salvador e governador da dita capitania e das outras do Brasil, desde 20 de novembro de 1581, chegou a Salvador em 9 de maio de 1583. Em 1585, chegam em Pernambuco, os primeiros frades capuchinhos da ordem de Sto. Antonio, entre eles Frei Melchior de Santa Catarina, para fundar conventos no Brasil, sendo que o primeiro a ser construído foi o de Nossa Senhora das Neves, em Olinda. Os encargos de sua administração mais iminentes eram fortificar a cidade, despejar a Paraíba dos indígenas e franceses, e alertar os capitães de toda a costa contra os corsários franceses, ingleses e holandeses.

#### A missão de Diego Flórez de Valdés
Em 25 de setembro de 1581, partiu de Sevilha, na Espanha, a expedição comandada por Diego Flórez de Valdés, com a missão de colonizar e fortificar os dois lados do estreito de Magalhães, trazendo Pedro Sarmiento de Gamboa para governar as pretensas povoações. O outro objetivo da missão era socorrer o Brasil, das invasões francesas e inglesas. A expedição composta de vinte e três naus, colonos e cinco mil homens de mar e guerra enfrentou uma grave tormenta em Cádiz que destruiu parte da frota. A expedição de Diego Flórez de Valdés, com apenas 15 embarcações, chegou no Rio de Janeiro, em 25 de março de 1582, sendo recebida pelo governador Salvador Correia de Sá e pelo Provincial da Companhia de Jesus, padre José de Anchieta. Havia muitos doentes, que foram tratados em um hospital que José de Anchieta, convocando os "homens bons" (misericordiosos), montou ao pé do monte Castelo, base do que futuramente viria a ser a Santa Casa de Misericórdia. Partindo do Rio de Janeiro, em 2 de novembro de 1582, Flórez de Valdés rumou para o estreito de Magalhães, porém  tormentas e ventos contrários, destruíram 2 naus e danificaram uma terceira, obrigando-o a aportar na ilha de Santa Catarina. No caminho para o Rio da Prata encontrou uma nau que lhe informou que havia sido saqueada por 3 naus inglesas com farta munição e instrumentos de guerra. Desconhecendo o destino dos ingleses, Flórez de Valdés, repartiu sua frota em três. As três maiores naus, com seiscentos homens deveriam ir para São Vicente e Rio de Janeiro, levando consigo os colonos com suas famílias, com a solicitação que o governador de São Vicente lhes fornecesse mantimentos; três naus partiriam para o Rio da Prata; o restante da frota, a nau capitânia, duas naus e três fragatas iriam para o estreito de Magalhães. No estreito de Magalhães, reconheceu a região, mas não se tardou devido ao mau tempo e retornou ao Brasil, chegando em São Vicente em 15 de abril de 1583 sem cumprir a missão. Em São Vicente, Diego Flórez de Valdés, ordenou que o engenheiro real Giovanni Battista Antonelli construísse um forte (Fortaleza de Santo Amaro da Barra Grande) na boca da entrada de São Vicente. No Rio de Janeiro, em maio, encontrou-se novamente com José de Anchieta e deixou cinco naus para seguirem depois para o estreito de Magalhães, Valdez partiu para Salvador a 2 de junho de 1583.

#### A conquista do Paraíba
Chegando em julho de 1583 s Salvador, Diego Flórez tratou com o governador-geral, Manuel Teles Barreto, e com o ouvidor-geral, Martim Leitão, sobre a conquista da Paraíba. Em 1º. de março de 1584, sua armada e mais dois galeões comandados por Diogo Flores, partiram para Pernambuco, para arregimentar forças para a expedição. Junto da armada foram o ouvidor-geral Martim Leitão, o provedor da Fazenda e Mantimentos da Armada, Martim Carvalho, e Frutuoso Barbosa. Enquanto as forças de terra, lutavam para chegar ao seu destino enfrentando pouca resistência, Diego Flórez, chegou ao Paraíba e lá encontrou seis naus francesas próximas a um fortim. Em uma breve batalha, Flórez, incendiou cinco naus, deixou uma escapar e destruiu o fortim. Finda a batalha, encontraram-se com as tropas de terra. Flórez determinou que o forte fosse construído, não à margem direita (sul), mas à margem esquerda (norte) da foz do rio, defronte à ponta da Ilha da Restinga, contrariando Fructuso Barbosa. Em 1 de maio de 1584, dia de sua partida para a Espanha, nomeou para o comando do forte, Francisco de Castrejón, capitão de infantaria e homem de sua confiança, guarnecendo-o com cento e dez arcabuzeiros espanhóis, um galeão e dois patachos, nomeou Fructuoso Barbosa governador do povoado que ainda ia se formar, deixando sobre seu comando cinquenta "portugueses”, e, ainda, nomeou o forte de São Felipe e São Tiago, em homenagem ao Rei.

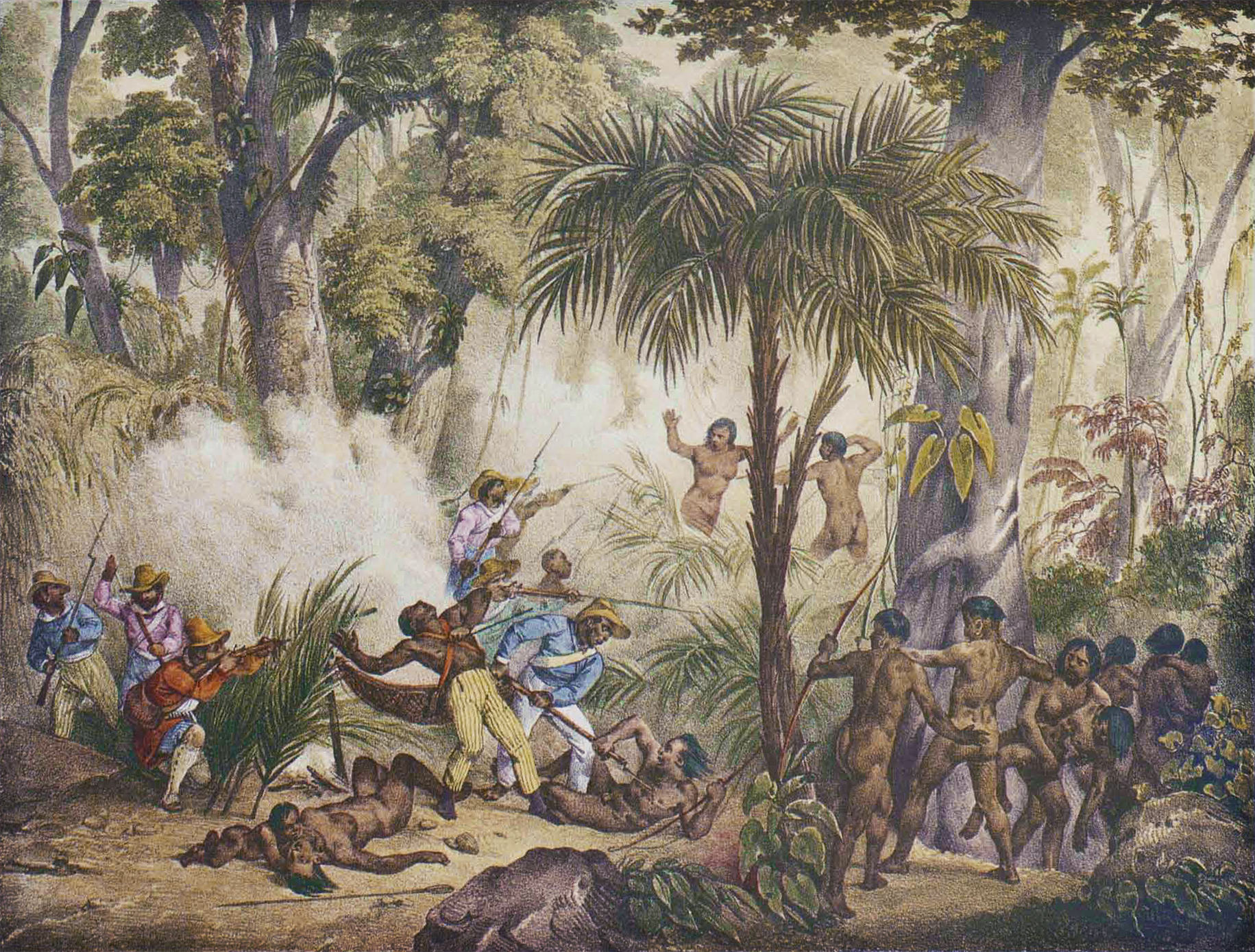
Guerillas - Rugendas (1835)

Durante os meses que ali passaram, os homens do Forte São Filipe lutaram contra os indígenas, a fome, a falta de armamentos e munições, as doenças pela falta de água potável e, ainda, contra si mesmos. Fructuoso não aceitava o comando de Castrejón, que sentia o mesmo, assim portugueses e espanhóis não se entendiam.  O Ouvidor-Geral, Martim Leitão, que havia permanecido em Pernambuco, acreditava que era preciso manter o que se conquistou e era apoiado pelos governadores das capitanias de Itamaracá e Pernambuco e seus moradores, mas enfrentava situação semelhante a do forte, com o Provedor da Fazenda, Martim Carvalho, que detinha o poder de liberar os recursos reais e hesitava em liberar recursos para o envio de mantimentos, homens, armas e munições. Em novembro de 1584, ancoraram duas naus francesas a três léguas de distância da Baía da Traição e, seus tripulantes, com os Potiguaras atacaram o forte utilizando táticas de guerra da europa, como a circunvalação, utilizando troncos de palmeiras para protegê-los da artilharia, e o zigue-zague, para cercá-lo. Castrejón e Barbosa enviaram requerimentos urgentes para o Ouvidor-Geral em Olinda, Martim Leitão, que preparou dois navios apressadamente, com homens, armas, munições e mantimentos, às suas custas, para acudir o forte. Pero Lopes Lobo e Gaspar Dias de Moraes partiram em 4 dias e, chegando ao Paraíba, uniram-se a nau de Castrejón, incendiaram as naus francesas que encontraram ancoradas e repeliram os Potiguaras.

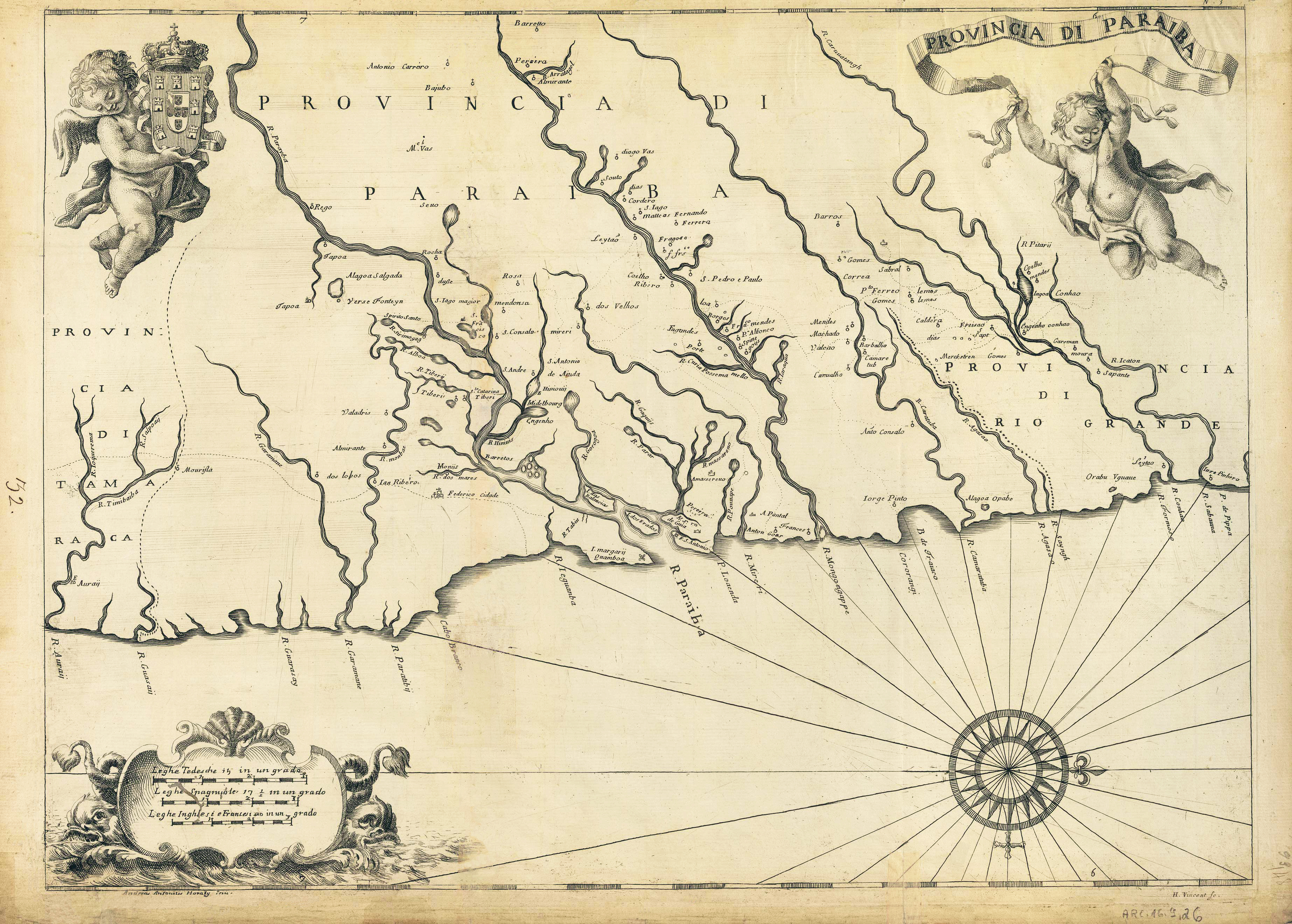
Capitania da Paraíba (1698)

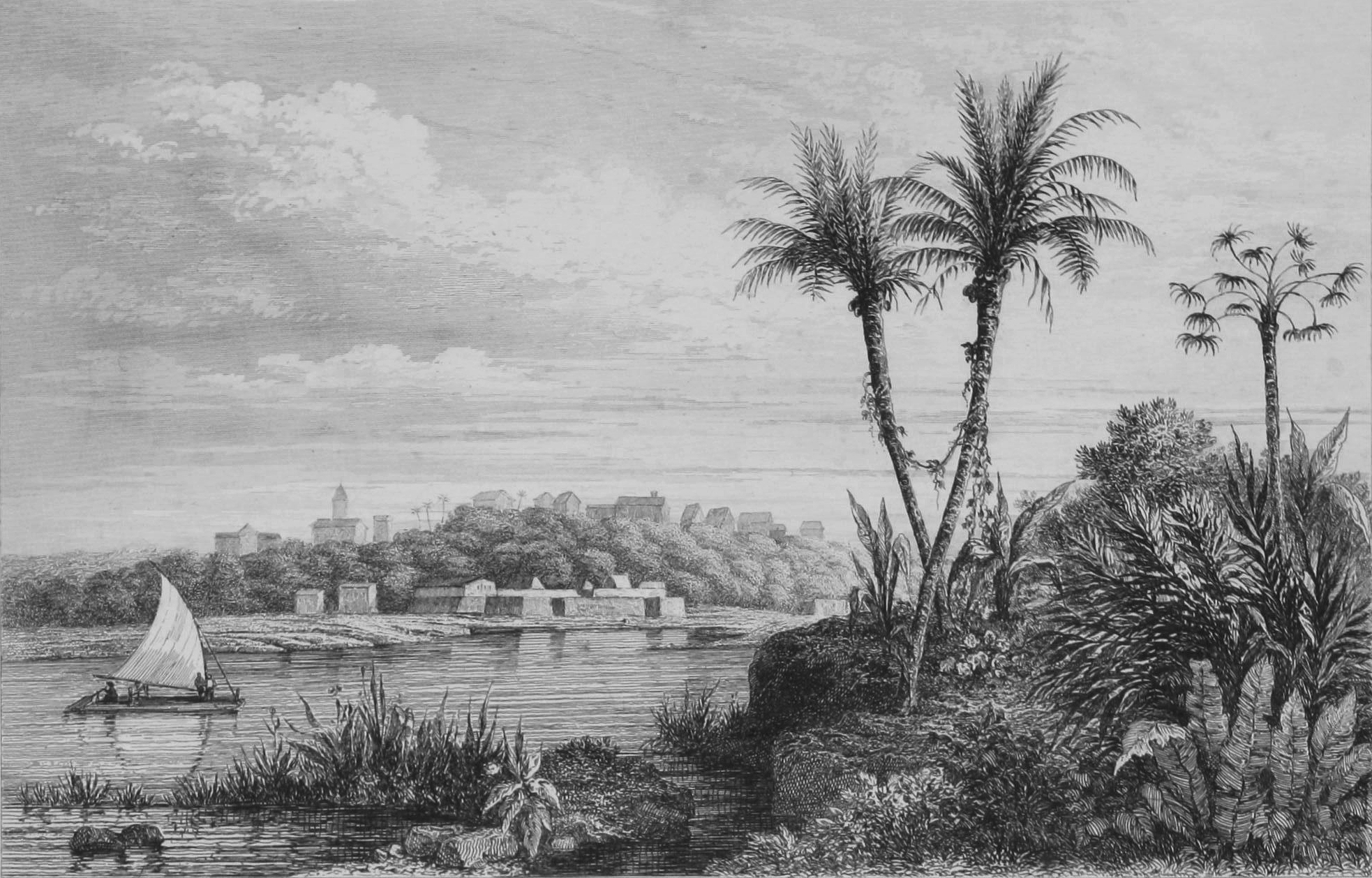
Antiga Povoação da Parahyba - Gravura de A.F. Lemaitre

Em janeiro de 1585, um grande número de indígenas potiguaras e tabajaras se posicionou ao longo do forte, avançando durante a noite, com três paliçadas móveis, construídas com troncos grossos de palmeiras, que os protegiam da artilharia. Castrejón novamente solicitou ajuda urgente de Olinda, que ficou alvoroçada ao saber que o notório Pirajibe, e sua tribo, havia se unido aos Potiguaras do Paraíba.viii No dia 14 de fevereiro, os oficiais da câmara, o procurador, Martim Carvalho, o bispo e o capitão de Pernambuco, D. Filippe, reunidos, pediram que Martim Leitão comandasse pessoalmente essa empreitada, dada a sua importância e urgência. Em um esforço conjunto das capitanias e seus homens, nunca dantes visto, formou-se um grandioso exército, comandado por Martim Leitão, que, antes do fim de fevereiro, partiu para o Paraíba. No nono dia de sua marcha, em 6 de março ao entardecer, Francisco Barreto, que ia com a vanguarda, deparou-se com uma taba, com cerca de três mil indígenas, às margens do rio Tiberi. Era a taba de Pirajibe. Atacando de surpresa, sem que estes pudessem reagir, matou muitos indígenas e pôs o resto para correr. Na manhã seguinte, reconhecendo serem os indígenas tabajaras de Braço de Peixe, Martim Leitão, enviou um mensageiro na tentativa de coptá-lo para o seu lado, o que foi refutado por Pirajibe. Travaram lutas com as tribos de Pirajibe e Guirajibe, em uma ferrenha batalha que se estendeu até a ponta do Cabedelo, onde cruzaram o rio em barcos. Chegando ao forte não encontraram mais inimigos, tinham vencido a todos. Depois de uma batida até o Reritiba, sem resultados, Martim Leitão resolveu voltar para Olinda, deixando para trás apenas Pero Lopes Lobo e alguns homens com o restante da guarnição de Castrejón, substituindo a Fructuoso Barbosa que havia renunciado às suas pretensões sobre aquelas terras. Em junho de 1585, cansados e famintos, Pero Lopes Lobo e Castrejón queimaram o forte, afundaram a nau, jogaram os canhões no mar e retornaram para Olinda, deixando para trás nada além de cinzas. Castrejón, acusado de insubordinação e negligência, foi preso e enviado a Corte Real e, lá, absolvido. No mês de julho, Martim Leitão recebe dois indígenas da tribo de Braço de Peixe. Pirajibe havia sido chamado de covarde pelos Potiguaras e sua tribo cercada, se sentindo ameaçado, pedia ajuda. Martim Leitão tratou de enviar logo, em uma nau, João Tavares, escrivão da Câmara e Juiz dos órfãos, no dia 2 de agosto de 1885, para negociar. Chegando ao dia 3, João Tavares encontrou-se com Braço de Peixe e outros caciques, para acertar os termos da paz entre os tabajaras e os portugueses. João Tavares voltou para a capitania no dia de Nossa Senhora das Neves, com a paz firmada com os Tabajaras, era 5 de agosto de 1585.
Martim Leitão chegou no dia 29 de outubro de 1585 na Paraíba, com amigos, criados, carpinteiros, pedreiros e tudo o mais que precisava para construir um forte e dar início a sua povoação. Depois de estudar os arredores, com o mestre de obras do Rei, Manuel Fernandes, escolheu para a futura povoação, uma colina próxima ao cais natural do rio Sanhauá (atual bairro do Varadouro). Para a capela, futura matriz, elegeu o alto da colina, onde foi construída sob a invocação de Nossa Senhora das Neves. Ali ficaria a primeira cidade da Paraíba, a povoação que viria a ser chamada pelos colonos de Nossa Senhora das Neves, em lembrança ao dia em que foi selada a paz com os Tabajaras. Próximo à capela, assentou as bases do forte (Forte de Nossa Senhora das Neves ou Forte do Varadouro), com a artilharia e demais pertences de defesa, mandando ainda fazer casas de taipa para os trabalhadores, na planície onde se ergueria o povoamento, no dia 4 de novembro de 1585. Martim Leitão deixou Cristovam Lins para terminar a obra, e ordenou que Pero Lopes, João Tavares e os demais, fossem combater os Potiguaras na Serra da Copaobaix. Em seguida, unindo suas tropas e os Tabajaras foi em direção à Baia da Traição combater os franceses. Após escurrassarem os franceses e os Potiguaras, retornaram a Paraíba, onde viram concluírem-se as obras do forte. Martim Leitão, partiu então para Pernambuco 20 de janeiro de 1586, deixando o forte sob o comando de João Tavares. No final de fevereiro, chega a Pernambuco o Capitão Francisco de Moralles, com 50 soldados espanhóis, para assumir o posto no Forte São Filipe, por decreto real. Martim Leitão, enviou o capitão e seus homens para o Forte do Varadouro, com a recomendação que ficasse sob a obediência de João Tavares, Capitão interino do Forte e Governador interino da Capitania da Paraíba, e aguardasse novas ordens da Coroa, visto que o Forte São Filipe não existia mais. Quando chegou ao forte, em abril de 1586, Francisco de Moralles não acatou as ordens de Martim Leitão e, confrontando João Tavares, expulsou-o do forte junto com as forças portuguesas, tomando para si, de forma espúria, o comando do forte e o governo da capitania. Nos meses seguintes, o Ouvidor Geral recebeu inúmeras reclamações sobre o capitão espanhol dos moradores da Paraíba e dos Tabajaras com quem ele se indispunha, até que, em 27 de setembro, recebeu a notícia que cinco naus francesas, fortemente armadas, haviam sido avistadas na Baia da Traição planejando atacar o forte com seus aliados, os Potiguaras, e um pedido de ajuda urgente do Capitão Francisco de Moralles para combatê-los. Martim Leitão esta preparando as forças para enviar para a Paraíba quando recebeu a notícia que Francisco de Moralles, e seus homens, abandonou o forte e estava se dirigindo para Pernambuco (onde permaneceu até o seu regresso à Europa) e, ainda, que os Potiguaras atacaram a aldeia de Guirajibe e que mais 2 naus francesas haviam se juntado às primeiras. No dia 23 de dezembro de 1586, Martim Leitão e seus homens chegaram a Nossa Senhora das Neves partindo, no dia seguinte, para a Serra de Copaoba, deixando Pero de Albuquerque no comando do forte. Em Copaoba, ao chegarem, as tropas, e os homens de Pirajibe, avistaram mais de 50 aldeias, umas coladas nas outras, e vastos campos de algodão, e, ao atacarem, enfrentaram pouca resistência, visto que a maioria dos homens estava ajudando os franceses a carregar o pau-brasil. Alertados pelos sinais do combate os Potiguaras e 150 franceses, retornaram e cercaram os portugueses que ainda conseguiram destruir mais três aldeias, antes de romperem o cerco e fugirem. Martim Leitão seguiu em direção ao litoral em busca de Tejucupapo, principal cacique Potiguar, encontrando no caminho uma grande paliçada em que se encontravam também franceses. Seguiu-se uma ferrenha batalha que, para penetrar o forte, resultou em mais de 47 feridos e três mortos. Após o grito de vitória, mais uma nova leva de inimigos surgiu fazendo-os fugir. De volta à Paraíba, Martim Leitão, enviou duas caravelas para invadirem as naus francesas, mas essas já haviam partido, por terem eles queimado toda a carga de pau-brasil. E, assim, os Potiguaras sumiram por alguns anos da Paraíba, indo abrigar-se do outro lado do Rio Grande.

### Governo-Geral interino de Cristóvão de Barros e D. Antônio Barreiros (1587-1591)

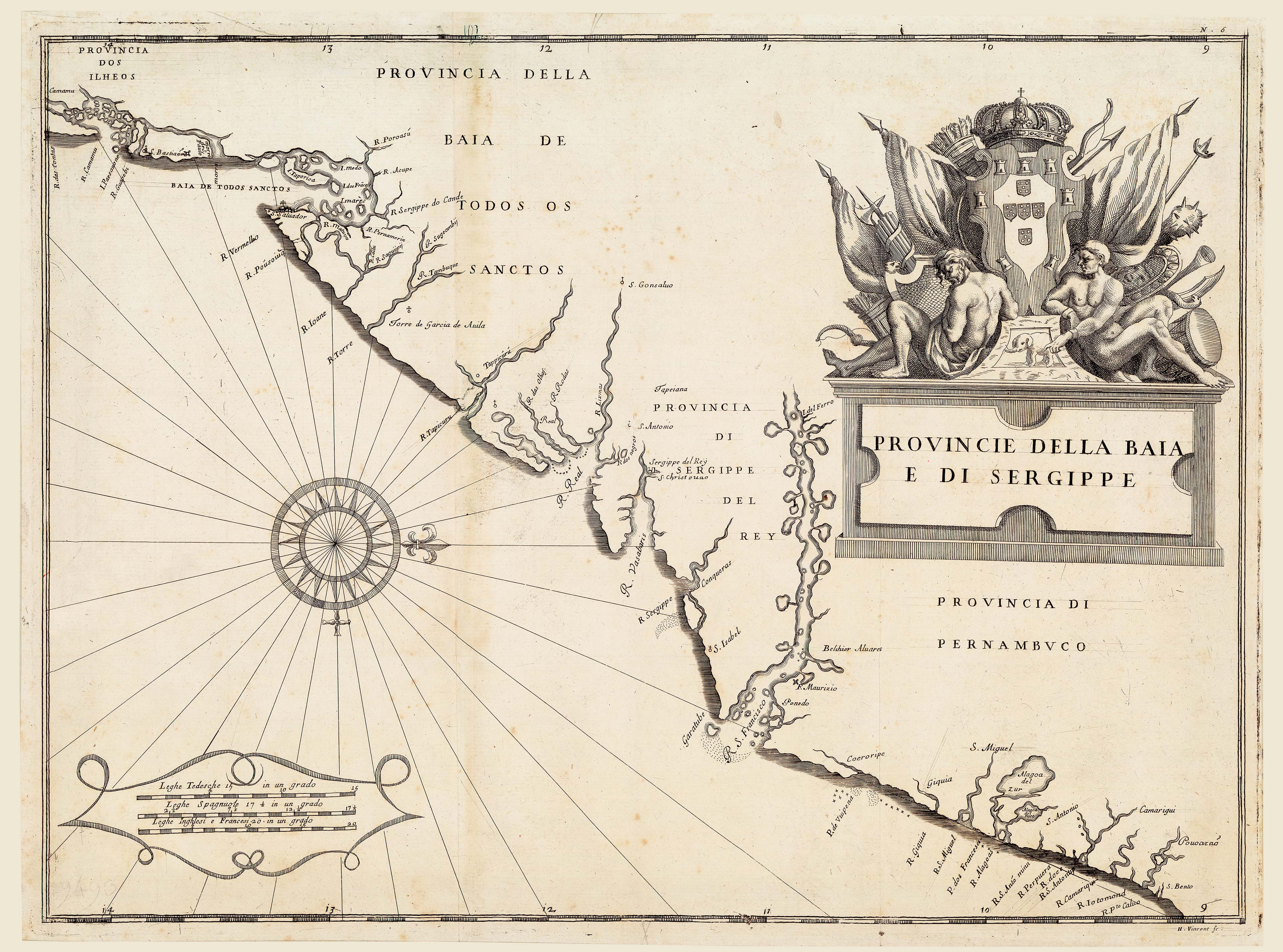
Capitanias da Baia e do Sergipe

Com a morte de Manuel Teles Barreto, em 1587, assumiu interinamente uma junta composta pelo Provedor-Mor, Cristóvão de Barros, o Bispo, D. Antônio Barreiros, e o Ouvidor-Geral. Porém, este último estando ausente, assumiu como secretário o Contador-Mor da Fazenda, Antônio de Faria. Com a demora da vinda do novo governador-geral em substituição ao governador nomeado Francisco Giraldes, que faleceu sem chegar ao Brasil, a junta provisória teve tempo de planejar e empreender a fundação da capitania do Sergipe. A região era estratégica pois garantia toda a área ao sul e ao norte do rio São Francisco, permitindo a comunicação por terra com Pernambuco, cujo caminho por navegação dependia das monções, além de possuir a enseada de vaza-barris, ponto de ancoragem para as naus, que partiam da Bahia ou chegavam a ela, e que era frequentada por corsários franceses em busca de pau-brasil e pimenta. O projeto apresentado a Corte foi aprovado e logo tomaram as providências reunindo um grande exército, no final de 1589, comandado por Cristóvão de Barros. Vencendo Baepeba, o morubixaba ou chefe daquelas tribos Caetés, nas várzeas do rio Vaza-Barris, conquistou a Capitania Real do Sergipe, construindo às margens do rio Cerigipe, em cima de um istmo, um forte a que deu o nome de São Cristóvão e fundou um arraial com o mesmo nome, no início de 1590, que viria a se tornar a capital do Sergipe, Aracaju.

#### Governador e capitão-mor da Paraíba João Tavares (1586-1588)
João Tavares tornou-se efetivamente Governador da Paraíba, Capitão-mor do Forte do Varadouro e Sesmeiro, a partir do final de 1586. Em janeiro de 1587, Martim Leitão mandou construir um forte (Forte de São Sebastião), ás margens do rio Tibery, próximo ao engenho D'el Rei, cuja obra já havia sido iniciada por João Tavares, para assim protegê-lo e também à aldeia dos Tabajaras. Findada a obra do forte, em fevereiro, Martim Leitão retornou a Olinda. O povoamento de Nossa Senhora das Neves começou a se formar. Os Padres Jesuítas, entre eles Simão Travassos e Jerônimo Machado,x ergueram, próxima a aldeia de Piragibe, a Capela de São Gonçalo, em taipa, na região hoje conhecida como Ilha do Bispo. Durante o governo de João Tavares os espaços foram sucessivamente sendo ocupados para fazer surgir, de fato, o povoado de Nossa Senhora das Neves. É provável que o primeira rua partiu do alto da colina, onde foi assentada a Igreja de Nossa Senhora das Neves, e descia a encosta em direção ao Varadouro. Logo, muitas famílias vieram estabelecer-se e ocupar as primeiras habitações. Depois, surgiu, perpendicular aquela rua, outra, recebendo o nome de Nova, que ainda conserva até os dias de hoje. João Tavares foi também estabelecendo a conquista para o interior, desenvolvendo a agricultura, especialmente a cultura da cana-de-açúcar, em sua direção e promovendo a construção de novos engenhos. A paz com os Tabajaras estendeu-se também para algumas aldeias Potiguaras, com a ajuda dos jesuítas. Deu também continuidade à construção de outros fortes: o forte de São Sebastião, ás margens do Tiberi, anexo ao Engenho do Tiberi (1587), o forte de Diogo Nunes, anexo ao engenho Santo André (1587-88) e o forte de Manuel de Azevedo, na ilha da Restinga (1587). Frutuoso Barbosa, por procuração a D. Pedro de la Cueva, havia recorrido na Corte Real para reaver os seus direitos sobre a capitania da Paraíba conseguidos em 1579. Em 1588, o Oficial D. Pedro de La Cueva chega de Lisboa com uma provisão real para reclamar por seus direitos. João Tavares entregou seu cargo no início de agosto de 1588.

#### Governador e capitão-mor da Paraíba Frutuoso Barbosa (1588-1591)
Com Frutuoso Barbosa reconhecido como governador, capitão-mor e sesmeiro, em agosto de 1588, o povoado de Nossa Senhora das Neves passou a ser também reconhecida como a Cidade Real de Filipeia de Nossa Senhora das Neves. Pela mesma provisão, D. Pedro de La Cueva tornou-se Capitão de todos os soldados espanhóis e de todos os fortes na Paraíba. No início de 1589, chegou a Paraíba a ordem dos Frades Franciscanos, instalada em Olinda desde 1585. No mesmo ano, Frei Melchior de Santa Catarina, construiu o Convento de São Francisco e depois retornou para Olinda. Os frades capuchinhos começaram a trabalhar a doutrinação nas aldeias de Guarajibe, Mangue e outras, que não eram trabalhadas pelos jesuítas. Em 1589, Frutuoso Barbosa mandou construir o Forte de Cabedelo (Santa Catarina) transferindo as armas do Forte da Restinga, com a ajuda dos Tabajaras de Pirajibe, que recebiam pagamento, terminando o trabalho em outubro de 1589. As desavenças entre o capitão espanhol La Cueva e o governador Frutuoso Barbosa começaram logo de início, e ocupados com suas discordâncias, descuidaram da defesa da capitania e, com isso, os Potiguaras voltaram a se instalar na Paraíba e a atacar fazendas e aldeias amigas. Em 1590, as capitanias de Itamaracá e Pernambuco, depois de um pedido de ajuda dos colonos da Paraíba, enviaram uma tropa comandada por João Tavares, que na jornada adoeceu e morreu, sendo substituído por Pero Lopes Lobo que, unindo forças aos homens de La Cueva e aos Tabajaras de Pirajibe e Guarajibe, conseguiu repelir os invasores e destruir as aldeias próximas e depois foram até a Serra da Copaoba e Baia da Traição, destruindo uma fortificação indígena com pouca resistência e capturando muitas mulheres e crianças. Ao retornar Pero Lopes fez Frutuoso e La Cueva apertarem-se as mãos em sinal de paz, porém as desavenças entre os dois, Governador e Capitão, continuaram. Terminada a batalha, Frutuoso mandou construir um forte às margens do rio Inhobi, para que a sombra dele se construíssem mais engenhos, porém La Cueva recusou ajuda alegando não haver ordens do Rei para isso. Então Frutuoso pediu aos frades que instigassem os indígenas a construí-lo, sem receberem nada, e nomeia como seu capitão, Pedro Coelho de Sousa. El Rei, D. Filipe I da Espanha, comunicado dos problemas mandou La Cueva retornar a Corte e, não suportando o fardo do Governo da Paraíba, Frutuoso Barbosa renunciou ao posto, em 1591. Ao mesmo tempo, aumentaram as desavenças entre os jesuítas e franciscanos na questão da doutrinação das aldeias indígenas aliadas e por desavenças políticas entre o reino e a companhia de jesus.

#### Governador e capitão-mor da Paraíba (interino) André de Albuquerque (1591-1592)
Filho de Jerônimo de Albuquerque, o cunhado de Duarte Coelho, primeiro donatário da Capitania de Pernambuco, e de Maria do Espírito Santo Arcoverde (Muira Ubi), filha do cacique Tabajara Uirá Ubi. André de Albuquerque permaneceu no governo até a chegada do novo governador nomeado pelo rei. Em 1591, autorizado pelo Ouvidor-Geral Antonio Coelho de Aguiar para construir o Forte de Inhobi, André de Albuquerque enviou parte dos homens do Forte Cabedelo para o Inhobi e, Cabedelo se encontrando desguarnecido, sofreu um grande ataque dos Potiguaras e franceses, sendo totalmente destruído.

### Governo-Geral Francisco de Sousa (1592-1602)

#### Governador e capitão-mor da Paraíba Feliciano Coelho de Carvalho (1592-1600)
Feliciano Coelho de Carvalho chegou à Paraíba no final de 1591, assumindo seu governo no início de 1592. Feliciano chamou os jesuítas, os franciscanos e os respectivos chefes das tribos e ordenou que as aldeias indígenas fossem distribuídas de maneira a melhorar as defesas do território, porém os jesuítas se recusaram a fazê-lo, por não aceitarem o fato dos colonos apenas quererem se servir dos indígenas como bem quisessem, atitude contrária a dos franciscanos que a tudo apoiavam. A sequência de fatos e cartas trocadas entre as lideranças das ordens, e entre os habitantes de Filipeia e seu governador, que apoiavam mais os Franciscanos, com a Corte, resultaram na saída dos jesuítas da Paraíba, em 1593. Em 1595, chegam a Paraíba os monges Beneditinos. Também em 1595, França e Espanha entram em guerra, fazendo com que as colônias espanholas e portuguesas sofram mais ataques de piratas e corsários franceses e ingleses. Neste ano uma esquadra inglesa, com 3 naus comandadas pelo corsário James Lancaster e quatro pelo pirata John Venner, se reuniu no Cabo Branco, porém não atacou a Paraíba, indo se apresentar às portas de Recife, em 31 de março, bombardeando o forte e dominando a cidade, pois seus defensores bateram em retirada para Olinda. Lá permaneceram durante um mês saqueando livremente, fretando ainda mais alguns barcos franceses e holandesa para carregar tudo o que pegaram. Feliciano, enquanto isso, mantinha-se se ocupado atacando os Potiguares e os franceses que tentavam permanentemente invadir a Paraíba e brigando com os franciscanos. Em 1596, uma esquadra francesa, composta de 12 naus e 350 homens de guerra, investe contra o Forte Santa Catarina do Cabedelo, que é defendido bravamente por apenas 20 homens. Feliciano, a esta época, encontrava-se no interior combatendo os Potiguares e, ao ser noticiado, colocou-se em marcha para retornar, porém, percorrendo o litoral, enfrenta ainda duas tribos Potiguaras junto de franceses. Desbaratando os indígenas, aprisiona os franceses.
A Conquista da Capitania do Rio Grande e a Paz com os Potiguaras

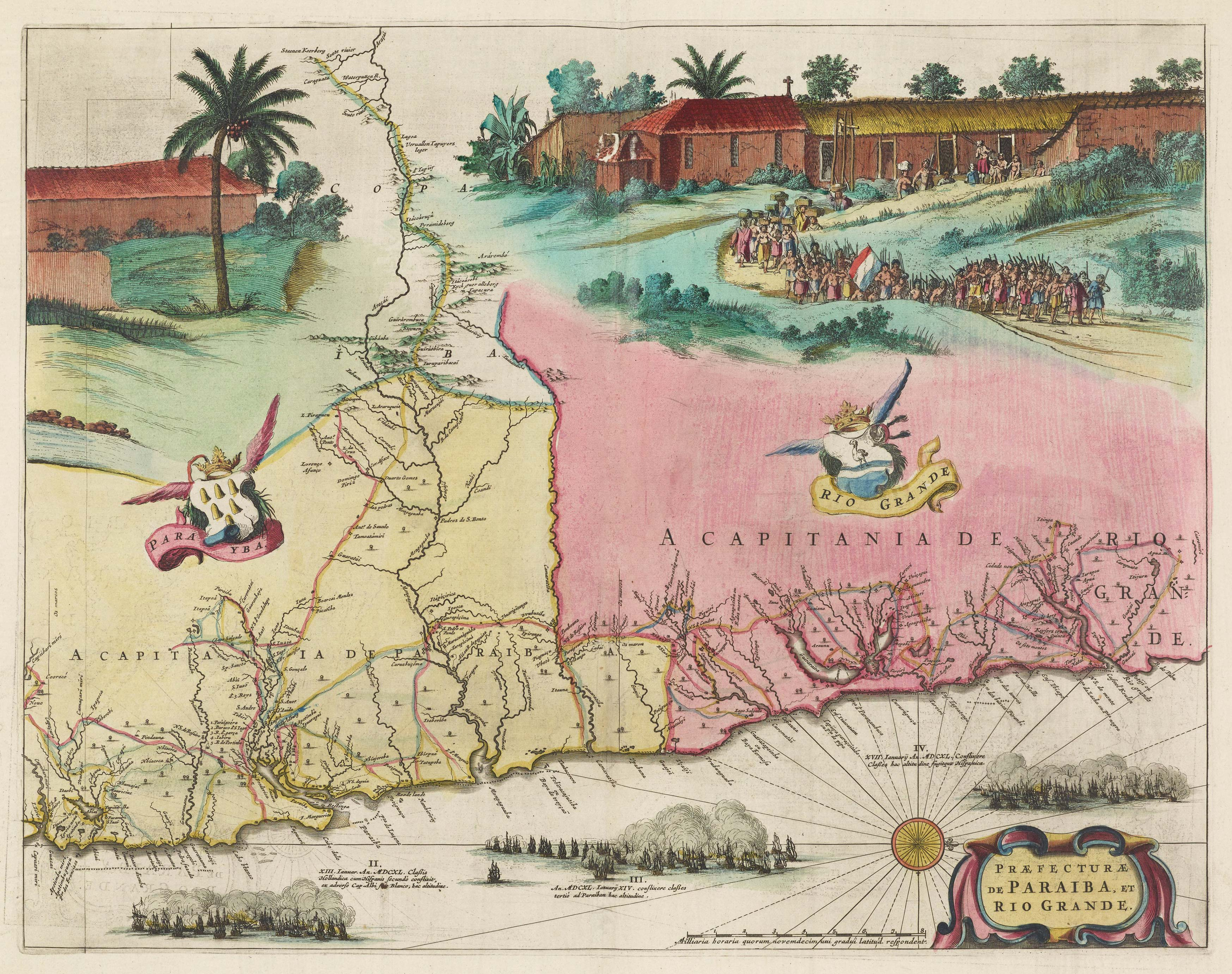
Capitanias da Paraíba e do Rio Grande

A Corte Portuguesa compreendeu que era necessário conquistar e povoar a Capitania do Rio Grande, reduto dos franceses e dos Potiguaras, para a segurança da Capitania da Paraíba. Por Carta Régia de 15 de março de 1597, determinou que D. Francisco de Sousa, governador-geral do Brasil, assim como o Governador da Capitania da Paraíba, Feliciano Coelho de Carvalho, fornecessem todos os meios necessários ao Capitão-Mor de Pernambuco, Manuel Mascarenhas Homem, para que ocupasse aquela região com uma fortaleza e uma colônia. O Governador-Geral enviou uma frota de onze naus comandadas pelo Almirante Antonio da Costa Valente e pelo Capitão-Mor Francisco de Barros Rego, para se encontrarem na Paraíba com as forças de Feliciano Coelho e Manuel Mascarenhas. Dali, em 17 de dezembro de 1597, partiram as forças terrestres, comandadas por Feliciano, e a força naval, comandada por Mascarenhas, para se encontrarem no rio Potengi (ou rio Grande). Quando estavam próximas à Baia da Traição, as forças terrestres foram acometidas por um surto de varíola (bexiga) que praticamente dizimou a tropa, o que os fez retornarem a Paraíba, entretanto Jerônimo de Albuquerque (Maranhão), imune, embarcou em um caravelão e seguiu viagem. A expedição naval chegou ao local previsto e, desde logo, começou a construir o forte, porém foram atacados por um numeroso exército de Potiguaras e franceses, ao qual conseguiram rechaçar. Com a chegada de novas tropas conduzidas por terra, por Feliciano, conseguiram, no dia de S. João Batista, 24 de junho de 1598, concluir as obras do Forte dos Reis, nome dado em homenagem ao início de suas obras, 6 de janeiro. Aparelhado o forte, retornaram Feliciano e Mascarenhas, deixando Jerônimo de Albuquerque como seu capitão, que tratou de conquistar as pazes com os Potiguaras, utilizando-se de um pajé, seu prisioneiro, chamado Ilha Grande. Ilha Grande reuniu Jerônimo com os principais caciques Potiguaras, Zorobabé e Pau-Seco, com os quais conseguiu sua conciliação. Ajustados os termos, o acordo foi celebrado em uma solenidade em Filipeia, com as presenças do Ouvidor-Geral e dos Governadores da Paraíba e Pernambuco, em 11 de junho de l599. A conquista da Capitania do Rio Grande e, principalmente, o acordo de paz com os Potiguaras deram início a uma era de paz e prosperidade à Paraíba e, também, para a nova colônia.

## Século XVII
A tranquilidade, entre os anos de 1600 e 1624, permitiu que a cidade de Filipeia crescesse, seu comércio aumentasse e que as fronteiras da colonização avançassem para o interior da capitania, com a construção de novos engenhos de açúcar nas adjacências do rio Paraíba. O comércio da capitania consistia na exportação de pau-brasil e açúcar e na importação de gêneros de primeira necessidade e objetos de luxo. Além dos engenhos e das roças para a alimentação, a criação de gado também começava a se desenvolver.
| Governo-Geral do Brasil   |                                                              |                          |                        |
| 1602 - 1607               | 1608 - 1612                                                  | 1613 - 1617              | 1617 - 1621            |
| Diogo Botelho             | Repartição do Governo Geral                                  | Gaspar de Sousa          | Luís de Sousa          |
| Diogo Botelho             | Diogo de Meneses e Sequeira (Norte) Francisco de Sousa (Sul) | Gaspar de Sousa          | Luís de Sousa          |
| 1621 - 1624               | 1624 - 1625                                                  | 1625 - 1627              | 1627 - 1635            |
| Diogo de Mendonça Furtado | Matias de Albuquerque                                        | Francisco de Moura Rolim | Diogo Luís de Oliveira |

| Governadores e Capitães-Mor da Capitania da Paraíba (1600-1634) |                      |                              |                        |
| 1600 - 1605 | 1605 - 1611          | 1611 - 1612                  | 1612 - 1617            |
| Francisco de Sousa Pereira | André de Albuquerque | Francisco Coelho de Carvalho | João Rebello de Lima   |
| 1617 - 1620 | 1620 - 1622          | 1622 - 1627                  | 1627 - 1634            |
| Francisco Nunes Marinho de Sá | João de Brito Correa | Affonso da Franca            | Antonio de Albuquerque |
| Os documentos históricos sobre a Capitania da Paraíba são escassos e, provisões, cartas, alvarás reais etc., na Biblioteca do Tombo ou no Arquivo Histórico Ultramarino de Portugal, nem sempre estão disponíveis ou existem mais. As datas de nomeação dos governadores, normalmente não coincidem com as datas de posse do cargo, além disso, o triênio do governo, também, poucas vezes é cumprido, alguns saem antes, alguns depois. Assim, as datas do tempo de governo são uma presunção obtida através da análise dos documentos reais e de outras fontes históricas existentes, como o Sumário das Armadas e o Orbe Serigrafico. |                      |                              |                        |

## As Invasões Holandesas
|  | A União Ibérica colocou Portugal, e consequentemente o Brasil, em conflito direto com a Inglaterra e a Holanda, inimigos da Espanha. A República das Províncias Unidas, com sede em Amsterdã, lutava por sua emancipação do domínio espanhol. O Rei Filipe II proibiu o comércio espanhol com os portos neerlandeses, o que afetou o comércio do açúcar do Brasil, uma vez que os neerlandeses haviam feito pesados investimentos na agromanufatura açucareira dessa colônia portuguesa. Como consequência desse embargo, os neerlandeses criaram a Companhia Neerlandesa das Índias Orientais, em 1602, voltando seu comércio para o oriente. A Companhia, com o apoio dos Estados Gerais passou a ter o monopólio no comércio com o oriente, o que lhe garantia enorme lucratividade. Com olhos no açúcar e outras especiarias das américas, os neerlandeses criaram então a Companhia Neerlandesa das Índias Ocidentais (West-Indische Compagnie ou WIC), em 1621, que tinha o monopólio sobre o tráfico e comércio de escravos pelos países baixos. |

No final de 1623, a Companhia preparou uma expedição de vinte e três navios e três iates com quinhentos canhões, tripulados e mil e seiscentos marinheiros para atacar a Bahia. Partindo no dia 24 de março chegaram a Baia de Todos os Santos no dia 8 de maio. No dia 9, atacaram por mar e por terra, desembarcando 1 200 soldados e 200 marinheiros. As forças de Salvador fugiram e o governador-geral, Diogo de Mendonça Furtado, preso e enviado à Holanda. Matias de Albuquerque, então Governador da Capitania de Pernambuco, foi eleito como governador-geral e, de Olinda, passou a organizar a resistência dos colonos à invasão. Em 1625, a Espanha enviou uma armada, de cinquenta e dois navios com cerca de doze mil homens, sob o comando de D. Fadrique de Toledo Osório, Marquês de Villanueva de Valdueza, e do General da Armada da Costa de Portugal, D. Manuel de Meneses, que expulsou os neerlandeses, em 1 de maio daquele ano. O episódio ficou conhecido como a Jornada dos Vassalos.

### Ataque ao Forte Cabedelo

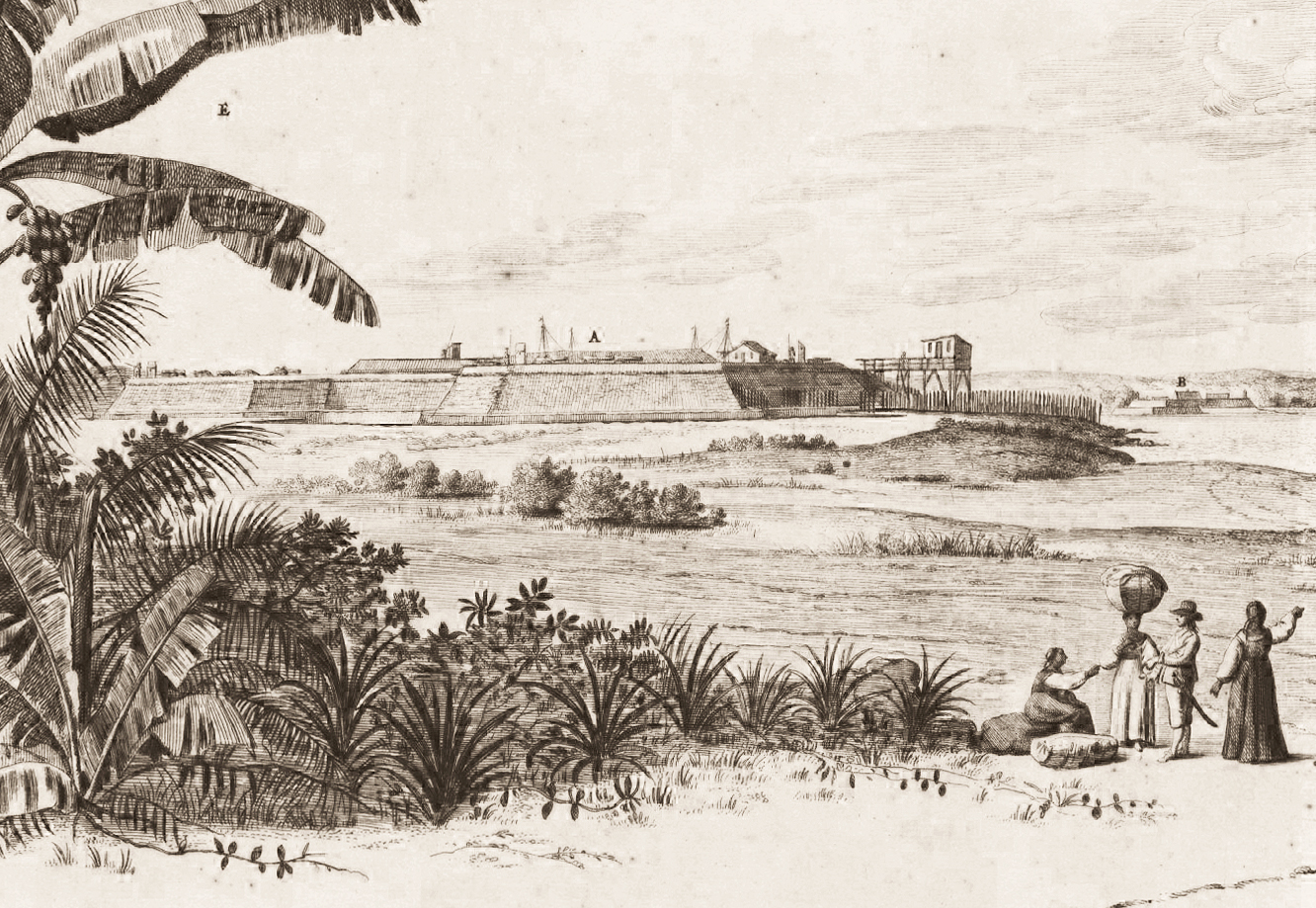
Detalhe dos Fortes de Cabedelo e Santo Antônio (ao fundo) na gravura Ostium Fluminis Paraybae de Frans Post (1647)

Entre os planos do tenente-coronel neerlandes, Hendrick Corneliszoon Lonck, em 1629, estava o de atacar Filipeia, na Capitania da Paraíba, caso sua missão de tomar Olinda desse errado. Porém, os holandeses conquistaram a capital da Capitania de Pernambuco, em 1630. Em 1631, o governador e capitão-Mor, Antônio de Albuquerque Maranhão, preocupado com a defesa na barra do rio Paraíba, mandou construir na margem oposta, ao Cabedelo, no atual distrito de Costinha, em Lucena, o Forte de São Sebastião. Mandou também reforçar o fortim da ilha da Restinga, para assim formar um triângulo defensivo. Em setembro de 1731, uma caravela do Reino chegou trazendo uma companhia portuguesa, comandada pelo Capitão Antônio Figueiredo de Vasconcelos, e uma companhia espanhola comanda pelo também português, capitão Manuel Godinho, e ainda, armas, munições e oito canhões. No dia 2 de dezembro, uma frota holandesa de 16 naus, sob o capitaneadas pelo tenente-coronel Stein-Callefels, com 1600 homens comandados pelo major Hugo-Wirich, saiu de Recife rumo a Paraíba, desembarcando no Cabo Brancoxi no dia 5 de dezembro. Antônio Albuquerque, prevendo que o desembarque pudesse ocorrer na praia de Cabo Branco, havia montado uma linha defensiva no local que tentou impedir que o inimigo desembarcasse, porém, sofrendo grandes perdas, recuou até o forte de Cabedelo permitindo assim que os neerlandeses ali se instalassem. Após seis dias de combates intensos tentando conquistar o forte e os portugueses a defendê-lo, o exército neerlandês constatou que não possuía homens suficientes para a empreita e resolveu retirar-se na madrugada do dia 12 de dezembro de 1631.

### Ataque ao Forte Santo Antônio
Em 1633, os neerlandeses conquistaram as capitanias de Itamaracá e Rio Grande. Pernambuco, liderada por Matias de Albuquerque, ainda oferecia resistência ao invasor utilizando táticas de guerrilha. Pequenos grupos de dez a quarenta homens, com alta mobilidade, atacavam de surpresa os neerlandeses e recuavam rapidamente, reagrupando-se no Arraial do Bom Jesus, nos arredores do Recife, onde estavam concentrados. Dessa maneira, conseguiram manter os neerlandeses confinados ao forte e ao perímetro urbano de Recife e de Olinda. No início de 1634, os neerlandeses preocupados com a chegada do inverno, quando os ventos mudavam e dificultavam a vinda de reforços da Europa, resolveram atacar a cidade de Filipeia, na Paraíba, por pensarem ser este o local mais fácil de conquistarem com as forças que dispunham. Em 24 de fevereiro, 21 navios, levando 1500 homens, partiram de Recife para a Paraíba, repartidos em 2 divisões. A primeira divisão tinha como missão invadir o rio Paraíba e assumir o controle do fortim da ilha da Restinga, para bloquear a passagem do rio. A segunda divisão, da qual a primeira dependia, tinha como missão conquistar o Forte Santo Antônio, impedindo que este atacasse a primeira divisão. No dia 27, a primeira divisão aportou em frente a foz do rio Paraíba, enquanto a segunda se dirigiu para Lucena para desembarcar suas companhias. Em terra, 150 homens comandados pelo coronel Sigismund von Schkopp avançaram pela trilha estreita que dava no forte, único caminho possível já que era cercada pelo mangue de um lado e pelo mar do outro. Porém ao se aproximarem, seus batedores avistaram uma trincheira com paliçada bloqueando a estrada, mas, mesmo assim, Schkopp resolveu avançar aproveitando a noite. Tendo avistado os neerlandeses, a companhia do capitão Domingos de Almeida e a tropa indígena de Simão Soares, começaram a atirar e lançar flechas fazendo-os recuarem. Os neerlandeses voltaram pouco depois, munidos de machados e enxadas para destroçar a paliçada, porém foram novamente rechaçados. Na madrugada do dia 28, houve mais uma tentativa infrutífera, então Schkopp resolveu se entrincheirar e aguardar a vinda de reforços, porém Antônio de Albuquerque enviou tropas de Cabedelo para reforçar a defesa da paliçada e, ainda, enviou 500 homens, dentre os quais 200 indígenas, em barcas pelos manguezais, que atacaram os neerlandeses pela retaguarda. Perdendo muitos homens, os holandeses tiveram que fugir às pressas.

### A capitulação da Paraíba

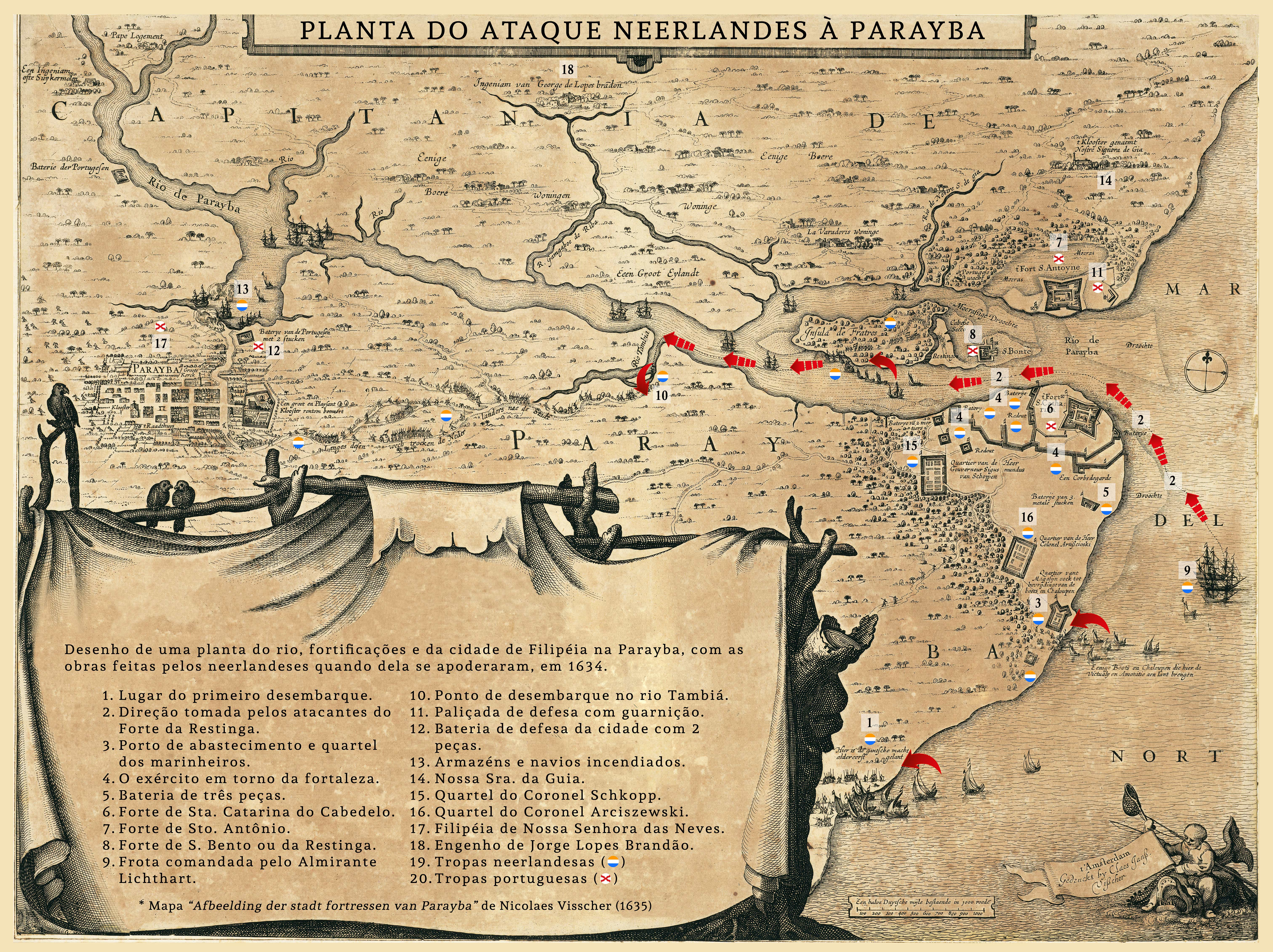
Mapa da conquista da Paraíba

Com reforços vindos da Europa, sob o comando do coronel Crestofle Arciszewski, mais as tropas sob o comando do coronel Schkopp, os neerlandeses dispunham de 2.534 soldados para conquistar a Paraíba. No dia 25 de novembro de 1634, a frota de ataque neerlandesa, composta de 29 navios, capitaneada pelo experiente Almirante Lichthart, partiu de Recife rumo a Paraíba, chegando a costa do Cabo Branco dia 4 de dezembro. Utilizando os iates e chalupas, desembarcaram parte de suas tropas na enseada do Jaguaribe, distante de Cabedelo. Três navios prosseguiram em frente com ordens de ancorar na ponta de Lucena. Recebendo a notícia que os neerlandeses estavam desembarcando na enseada, Antônio Albuquerque reuniu-se com as companhias dos capitães D. Gaspar de Valcaçar e Domingos de Arriaga e marchou para lá. Como era uma caminhada de quase dez quilômetros, quando chegaram, os neerlandeses já haviam desembarcado 600 homens que foram posicionados em três fileiras voltadas, uma para o mar, uma para a floresta e a outra para o caminho a frente, por onde vinha Albuquerque, com um canhão cada. 
- •Igreja Matriz (Nossa Senhora das Neves);
- •Igreja de São Bento;
- •Navios e armazéns queimando no cais de Varadouro;
- •Bateria portuguesa com 2 canhões;
- •Casa da Câmara e Cadeia;
- •Igreja e Convento de Santo Antônio;
- •Neerlandeses chegando;
- •Portugueses e colonos fugindo.

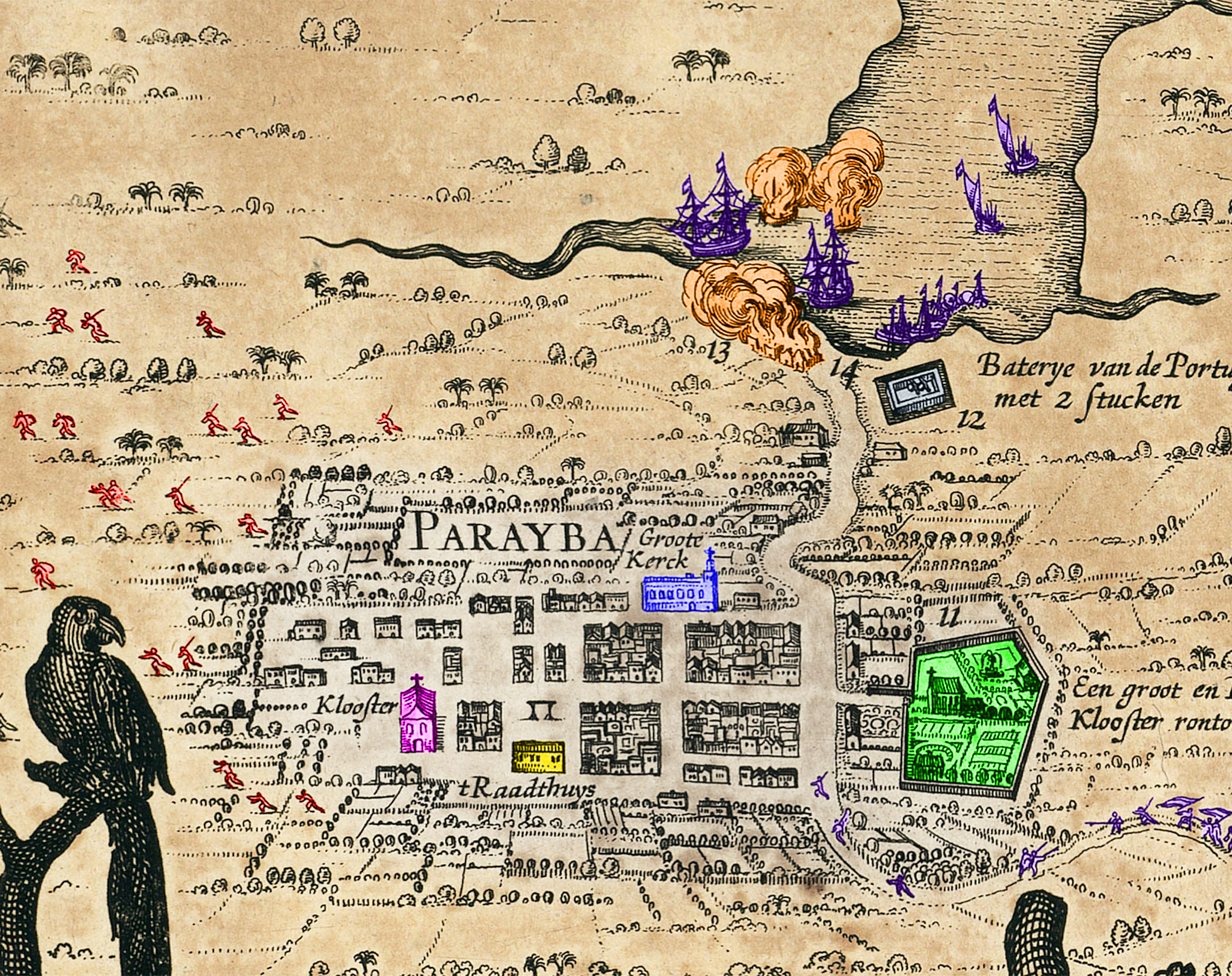
Detalhe da cidade de Filipeia no mapa Afbeelding der stadt fortressen van Parayba de Nicolaes Visscher (1635)- •Igreja Matriz (Nossa Senhora das Neves);- •Igreja de São Bento;- •Navios e armazéns queimando no cais de Varadouro;- •Bateria portuguesa com 2 canhões;- •Casa da Câmara e Cadeia;- •Igreja e Convento de Santo Antônio;- •Neerlandeses chegando;- •Portugueses e colonos fugindo.

 O combate se desenrolou na enseada do Jaguaribe, porém vendo-se em desvantagem, Antônio de Albuquerque ordenou a retirada, mas durante a fuga alguns soldados foram capturados pelos neerlandeses e, um, em troca de sua liberdade, lhes informou sobre um caminho que levava ao Forte Cabedelo. No dia 5, os coronéis Schkopp, com 3 companhias, e Arciszewski, com duas, levando consigo, cada um, um canhão de bronze, avançaram pela praia rumo ao forte. A preocupação dos neerlandeses dessa vez, não era atacar, mas estabelecer seus acampamentos. O capitão Kaspar van der Ley foi destacado para seguir o caminho indicado pelo prisioneiro levando consigo 3 companhias, enquanto que o restante seguiu pelo rio até o forte. Ley encontrou um local ideal, "a um tiro de arcabuz" do forte e, ainda, protegido por uma colina. Assim, Schkopp, ordenando que os navios trouxessem os suprimentos necessários, conseguiu erguer três acampamentos próximos ao forte, um no rio, um na praia e um no caminho indicado. No dia 6, os acampamentos estavam prontos com as baterias instaladas. No dia 7, Antônio de Albuquerque ordenou que os fortes de Cabedelo e da Restinga bombardeassem as posições inimigas e enviou tropas para atacá-las. No dia 8 de dezembro de 1634, o iate Kemp-haen, vindo do Rio Grande, chega com a notícia que os 300 homens de Nhandui, filho de um cacique da tribo Tarairiu, arregimentados pela Companhia (WIC), estavam acampados em Cunhaú, ao sul do Rio Grande. O engenho de Cunhaú, propriedade do governador da Paraíba, Antônio de Albuquerque, e de seus irmãos, assim como o forte próximo a ele, haviam sido conquistados pela WIC, em outubro. No dia 9, de madrugada, 7 iates e 7 botes, com 400 soldados comandados pelo almirante Lichtart, tomaram de assalto o forte da Restinga, causando um dano irreparável a defesa da Paraíba. Os neerlandeses passaram a usar a bateria da Restinga contra os portugueses dificultando o remanejamento de tropas e o envio de suprimento entre os fortes de Cabedelo e Santo Antônio. Nos dias que se sucederam, as forças neerlandesas assaltaram o engenho Gargaú, de Jorge Lopes Brandão, em busca de suprimentos e seus acampamentos bombardearam o forte de Cabedelo constantemente, atingindo, por vezes, a sua parte interna. No dia 14, chegaram ao Cabedelo o capitão Fernando de La Riba Aguero e o Conde de Bagnuolo, com suas respectivas companhias, porém para evitar as trincheiras inimigas, rumaram para Filipeia. Enquanto os portugueses se ocupavam em defender o forte de Cabedelo, o Capitão Jean Descars resolveu, junto com 60 homens, atacar o forte Santo Antonio e no trajeto capturou alguns escravos africanos e dois camponeses que lhe informaram que os fortes estavam com baixas provisões de mantimentos e pólvora e que o Conde de Bagnuolo se encontrava em Filipeia com 600 homens. Nos dias seguintes os disparos se intensificaram, morrendo, no dia 15, o capitão Domingos de Arriaga, e no dia 16, o capitão Jerônimo Pereira. No dia 16, foi finalizada a bateria para atacar o forte Santo Antônio que durante a tarde daquele dia e durante o dia seguinte bombardeou ininterruptamente as paredes do forte. Enquanto isso, no dia 17, o Governador Antônio Albuquerque planejava com o Conde de Bagnuolo e o capitão La Riba Aguero a melhor maneira de enviar os reforços ao Cabedelo sem que houvessem muitas baixas. No dia 18, sem que o Governador soubesse, os capitães do forte Cabedelo, Gregório Guedes Souto Maior e D. Gaspar de Valcaçar se renderam aos neerlandeses. Antônio Albuquerque, que estava no forte Santo Antônio, ao saber da perda do forte Cabedelo, foi refugiar-se na ermida de Nossa Senhora da Guia (atual Igreja de Nossa Senhora da Guia). No dia 22, os neerlandeses começam a tocar os tambores de rendição nas cercanias do forte Sto. Antônio. Os capitães Valcaçar, Munoz e Palomo, que haviam chegado com reforços, viram que o forte não tinha condições de resistir e se renderam, após negociações, na manhã do dia 23. Ao saber da rendição, o Conde de Bagnuolo, que se encontrava em Filipeia, ordenou que se queimassem as casas e os estoques de açúcar e de pau-brasil, para não deixar espólios ao vencedor, ordenou ainda que os ocupantes do forte do Viradouro levassem quantos canhões pudessem carregar e se retirassem para o interior para montar uma resistência. Dada as ordens, partiu para Pernambuco com suas tropas. Antonio Albuquerque e suas companhias incendiaram três navios e dois armazéns carregados de açúcar e partiram para o interior. No dia 24, véspera der Natal do ano de 1634, os neerlandeses adentraram a cidade abandonada de Filipeia de Nossa Senhora das Neves.

### Primeiras vilas da Paraíba na época colonial
Com a colonização foram surgindo vilas na Paraíba. A seguir temos algumas informações sobre as primeiras vilas da Paraíba.

#### Areia
Conhecida antigamente pelo nome de Bruxaxá, Areia foi elevada à freguesia com o nome de Nossa Senhora da Conceição pelo Alvará Régio de 18 de maio de 1815. Esta data é considerada também como a de sua elevação à vila. Sua emancipação política se deu em 18 de maio de 1846, pela lei de criação número 2. A cidade de Areia também é conhecida por ter libertados os escravos antes da Lei Áurea. Hoje, Areia se destaca como cidade do interior da Paraíba devido seu passado histórico.

#### Campina Grande
Sua colonização teve início em 1697. O capitão-mor Teodósio de Oliveira Lêdo instalou na região um povoado. Os indígenas Ariús formaram uma aldeia. Em volta dessa aldeia surgiu uma feira nas ruas por onde passavam camponeses. Percebe-se então que as características comerciais de Campina Grande nasceram desde sua origem. Campina Grande foi elevada à freguesia em 1769, sob a invocação de Nossa Senhora da Conceição. Sua elevação à vila com o nome de Vila Nova da Rainha se deu em 20 de abril de 1790. Hoje, Campina Grande é a maior cidade do interior do Nordeste em diversos aspectos.

#### Pilar
O início de seu povoamento aconteceu no final do século XVI, quando fazendas de gado foram encontradas pelos holandeses. Hoje uma cidade sem muito destaque na Paraíba, foi elevada à vila em 5 de janeiro de 1765. Pilar originou-se a partir da Missão do Padre Martim Nantes naquela região. Pilar foi elevada à município em 1985, quando o cultivo da cana-de-açúcar se tornou na principal atividade da região.

#### Pombal
No final do século XVII, Teodósio de Oliveira Lêdo realizou uma entrada através do rio Piranhas. Nesta venceu o confronto com os indígenas Pegas e fundou ali uma aldeia que inicialmente recebeu o nome do rio, "Piranhas". Devido ao sucesso da entrada não demorou muito até que passaram a chamar o local de Nossa Senhora do Bom Sucesso, em homenagem a padroeira da cidade. Em
1721 foi construída no local a Igreja de nossa senhora do bom sucesso, em homenagem à padroeira da cidade considerada uma relíquia histórica nos dias atuais que anos depois passaria a igreja de nossa senhora do rosário. depois construíram a igreja matriz de nossa senhora do bom sucesso. Sob força de uma Carta Régia datada de 22 de junho de 1766, o município passou a se chamar Pombal, em homenagem ao famoso Marquês de Pombal. Foi elevada à vila na terceira semana de maio de 1772, em 21 de julho de 1862 foram concedidos documentos que a regulam como cidade, a sede do Município .

#### São João do Cariri
A região territorial de São João do Cariri já chegou a atingir mais de 1/3 do atual estado da Paraíba, pois, além do sertão e do Cariri, pertencia-lhe Campina Grande e as suas atuais microrregiões do Agreste da Borborema.O território do município era habitado pela família nativa Cariri até meados do século XVII. Em 1669 com a doação de uma sesmaria por Alferes José Alves Martins, teve origem o sítio São João. Foi elevado a vila no ano de 1800. São João do Cariri hoje é um Município pequeno, porém o município tem uma bela cultura.

#### Sousa
Hoje a sexta cidade mais populosa do estado da Paraíba e dona de um dos mais importantes sítios paleontológicos do país, o "Vale dos Dinossauros", Sousa era um povoado conhecido por "Jardim do Rio do Peixe". A terra da região era bastante fértil, o que acelerou rapidamente o processo de povoamento e progresso do local. Em 1730, já viviam aproximadamente no vale 1.468 pessoas.
Sousa foi elevada à vila com o nome atual em homenagem ao seu benfeitor, Bento Freire de Sousa, em 22 de julho de 1766. Sua emancipação política se deu em 10 de julho de 1854.

### Ordens religiosas da capitania da Paraíba e seus mosteiros
Várias ordens religiosas católicos-romanas estabeleceram na capitania. Entre elas destacam-se os jesuítas, carmelitas, beneditinos e franciscanos.

#### Jesuítas
Os jesuítas foram os primeiros missionários que chegaram à capitania da Paraíba, acompanhando todas as suas lutas de colonização. Ao mando de Frutuoso Barbosa, os jesuítas se puseram a construir um colégio na Filipeia. Porém, devido a desavenças com os franciscanos, que não usavam métodos de educação tão rígidos como os jesuítas, a ideia foi interrompida. Aproveitando esses desentendimentos, o rei que andava descontente com os jesuítas pelo fato de estes não permitirem a escravização dos indígenas, culpou os jesuítas pela rivalidade com os franciscanos e expulsou-os da capitania.
Cento e quinze anos depois, os jesuítas voltaram à Paraíba fundando um colégio onde ensinavam latim, filosofia e letras. Passado algum tempo, fundaram um Seminário junto à igreja de Nossa Senhora da Conceição. Atualmente essa área corresponde ao jardim Palácio do Governo.
Em 1728, os jesuítas foram novamente expulsos. Em 1773, o Ouvidor-geral passou a residir no seminário onde moravam os jesuítas, com a permissão do Papa Clemente XIV.

#### Franciscanos
Atendendo a Frutuoso Barbosa, chegaram os padres franciscanos, com o objetivo de catequizar os povos originários.
O Frei Antônio do Campo Maior chegou com o objetivo de fundar o primeiro convento da capitania. Seu trabalho se concentrou em várias aldeias, o que o tornou importante. No governo de Feliciano Coelho, começaram alguns desentendimentos, pois os franciscanos, assim como os jesuítas, não escravizavam os indígenas. Ocorreu que depois de certo desentendimentos entre os franciscanos, Feliciano e o Governador-geral, Feliciano acabou se acomodando junto aos frades.
A igreja e o Convento de Santo Antônio foram construídos em um terreno amplo, no alto da colina, que dispunha de uma pedreira de calcário em seu interior e de onde foi retirado, ao longo dos anos, o material necessário para suas obras. Atualmente no conjunto religioso funciona o Centro Cultural São Francisco, mantido pelo Governo do Estado da Paraíba e administrado pela Arquidiocese da Paraíba.

#### Beneditinos
O superior geral dos beneditinos tinha interesse em fundar um convento na Capitania da Paraíba. O governador da capitania recebeu o abade e conversou com o mesmo sobre a tal fundação. Resolveu doar um sítio, que seria a ordem do superior geral dos beneditinos. A condição imposta pelo governador era que o convento fosse construído em até 2 anos. O mosteiro não foi construído em dois anos, mesmo assim, Feliciano manteve a doação do sítio.
A igreja de São Bento se encontrava na Rua Nova, atual Avenida General Osório, onde ainda há um cata-vento em lâmina, construído em 1753.

#### Carmelitas
Os missionários carmelitas vieram à Paraíba a pedido do cardeal D. Henrique, em 1580. Mas devido a um incidente na chegada que colheu os missionários para diferentes direções, a vinda dos carmelitas demorou oito anos.
Os carmelitas chegaram à Paraíba quando o Brasil estava sob domínio espanhol. Os carmelitas chegaram, fundaram um convento e iniciaram trabalhos missionários. A história dos carmelitas na Paraíba mantém-se incompleta, uma vez que vários documentos históricos foram perdidos nas invasões holandesas.
Frei Manuel de Santa Teresa restaurou o convento depois da Revolução Francesa, mas logo depois este foi demolido para servir de residência ao primeiro bispo da Paraíba, D. Adauto de Miranda Henriques. Os carmelitas fundaram a Igreja do Carmo.

## Século XVIII

### Anexação por Pernambuco
As capitanias da Paraíba e do Ceará foram anexadas à Pernambuco em 1755. A capitania do Rio Grande do Norte já era subordinada a esta última, de modo que a preponderância econômica de Pernambuco em todo o Nordeste Oriental se fez naquele período igualmente política.
Em 1756, de acordo com os planos de reestruturação econômica do Império Português, realizado pelo Marquês de Pombal, foi criada a madeira de lei, foi despachada para Pernambuco e dali embarcada para reconstruir a Capital do Reino (Lisboa), destruída pelo terremoto de 1755. As madeiras eram ainda destinadas aos armazéns da Marinha Real onde foram empregadas na construção de navios de grande calado.
O relativo crescimento econômico da Capitania motivava as queixas tanto da Câmara da Capital, quanto do governador, que reivindicava a criação de um governo autônomo na Paraíba, desligando-o de Pernambuco. O então governador não aceitava ter sua autoridade a todo tempo contestada pelo Capitão-General de Pernambuco, que o impedia de castigar convenientemente seus inimigos; o pároco da matriz da capital, Antônio Soares Barbosa e Bento Bandeira de Melo, Escrivão da Fazenda Real e das demarcações de terras a quem acusava de continuadamente desrespeitá-lo nas cerimônias públicas. A maior queixa do governador da Paraíba era que para realizar qualquer ato administrativo ou de outra natureza, por mais insignificante que fosse, tinha que se reportar ao General de Pernambuco.
Após a morte de Jerônimo José de Melo e Castro, Fernando Delgado Freire de Castilho, que conseguiria ser o primeiro governador da Capitania, em vias de ser outra vez independente, foi designado pelo Conselho Ultramarino para averiguar se ao cumprimento das ordens régias e à arrecadação das rendas reais era mais vantajoso manter a Capitania anexada a Pernambuco ou criar nela um governo próprio, ao que o governador respondeu com a elaboração de um circunstanciado relatório em que descreve a situação da Capitania e por fim dá um parecer favorável a desanexação.
O relatório de Fernando Delgado, foi enviado a Lisboa a nove de janeiro de 1799, tendo finalmente chegado a Carta Régia que separava a Capitania da Paraíba da de Pernambuco, em Recife, a 17 de janeiro do mesmo ano, o que demonstra a intenção de separar as duas capitanias, pois o relatório ainda não havia chegado a Lisboa quando a carta da desanexação chegou a Recife. Na referida carta, os motivos alegados para a desanexação foram o aumento da população, cultura e comércio da capitania e a distância e ignorância do General de Pernambuco sobre os assuntos internos da Paraíba. Sendo assim, o Príncipe Regente ordenou a desanexação e o estabelecimento do comércio direto entre a capitania e o reino, mas manteve sob o controle de Pernambuco a responsabilidade pela defesa externa e interna da capitania.

## Século XIX

### Período Imperial
A Paraíba foi uma das constituintes da Confederação do Equador.

## Século XX

### Período republicano

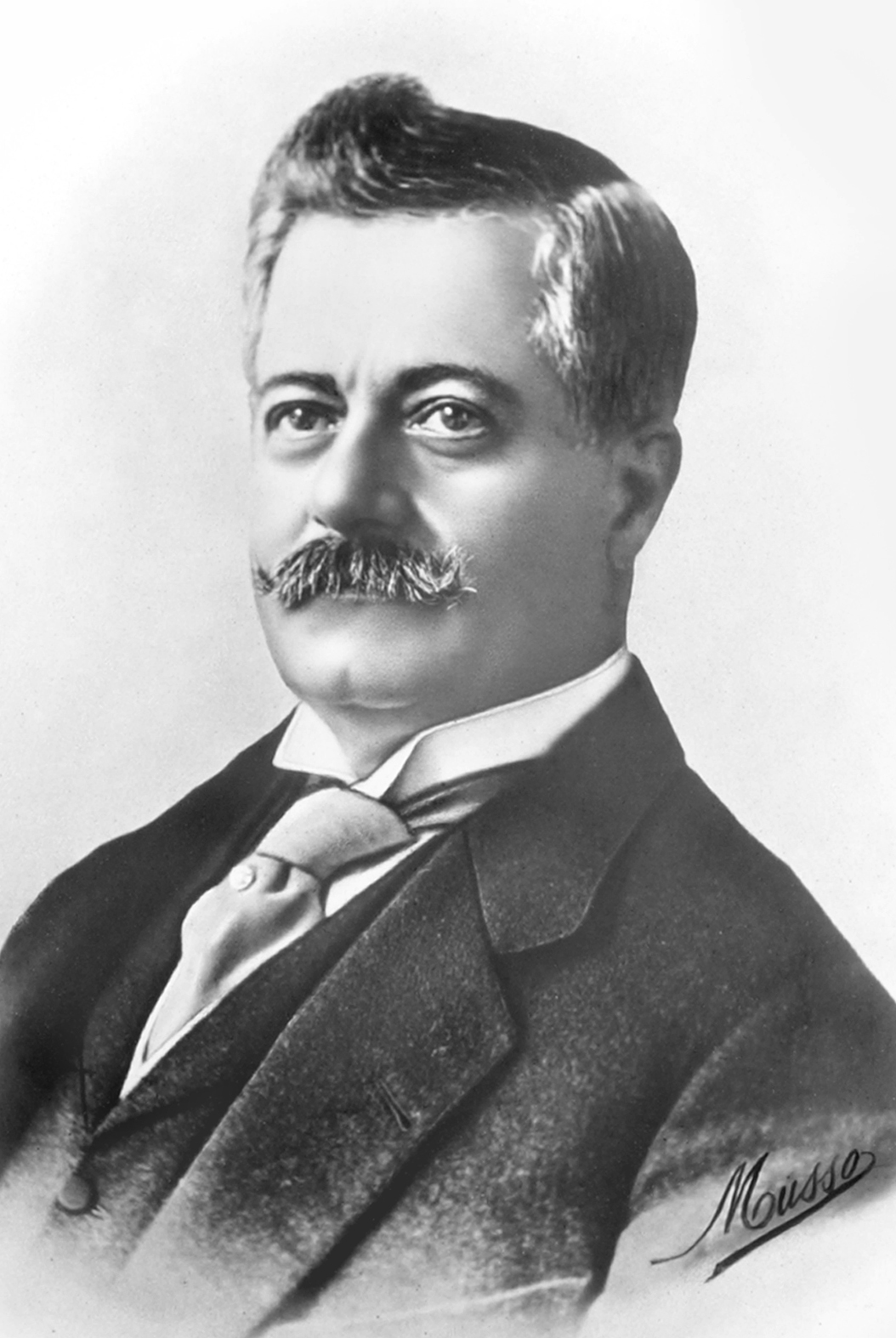
Epitácio Pessoa foi o único paraibano a tornar-se Presidente da República, entre 1919 e 1922, além de ter sido o único brasileiro a ter ocupado a presidência dos poderes executivo, legislativo e judiciário federais.

Em novembro de 1889, após a queda do regime monárquico e a consequente instituição da república no Brasil, a Paraíba, assim como as outras províncias, transforma-se em estado da federação. Seu primeiro governador foi Venâncio Augusto de Magalhães Neiva, entre 1889 e 1891, quando foi deposto, assumindo em seu lugar um triunvirato, que governou o estado até 1892, quando Álvaro Lopes Machado foi nomeado por Floriano Peixoto para assumir o governo da Paraíba. Em sua gestão foi promulgada uma nova constituição para a Paraíba, foi instalado o tribunal de justiça do estado, bem como colocou em dia o pagamentos dos funcionários públicos, construiu vários açudes públicos em todas as regiões do estado, pavimentou estradas, reduziu a dívida do estado, aumentou a efetivação da força pública, criou a imprensa estadual, criou a junta comercial da Paraíba, a diretoria de obras públicas, entre outras. Seu governo durou até 1896, quando ele renunciou ao cargo para se candidatar ao Senado, assumindo, em seu lugar, o vice-presidente do estado, o Monsenhor Valfredo Leal e, posteriormente Antônio Alfredo da Gama e Melo.
Durante o período da República Velha, entre 1889 e 1930, o poder paraibano era exercido por coronéis e oligarquias que controlavam o estado; nessa fase, a Paraíba foi governada por três oligarquias: o venancismo (Venâncio Neiva), o alvarismo (Álvaro Machado) e o epitacismo (Epitácio Pessoa). Em geral, o primeiro período republicano na Paraíba foi caracterizado pelo crescimento da população urbana, bem como pelo crescimento de reivindicações e organização dos trabalhadores, que foram reprimidas durante o governo de Epitácio Pessoa (1919-1922). Com o início da Primeira Guerra Mundial (1914-1918), a economia da Paraíba entrou em crise, principalmente devido à queda nas exportações do algodão, um dos principais produtos agrícolas do estado.
Em 1926, a Coluna Prestes, comandada por Luís Carlos Prestes, Miguel Costa e Juarez Távora, passou pela Paraíba. Nessa mesma época, o estado também teve destaque no cangaço, tendo Antônio Silvino, Chico Pereira e Virgulino Ferreira da Silva (o Lampião) como líderes de bandos que atuaram nas localidades de Cajazeiras, Guarabira, Piancó e Sousa.

#### Revolução de 1930

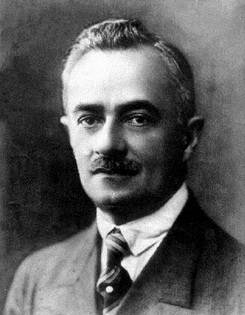
João Pessoa Cavalcanti de Albuquerque, presidente do estado da Paraíba entre 1928 e 1930.

Em 1930, ocorreu um movimento revolucionário considerado o acontecimento mais marcante já registrado em toda a história do estado. O presidente Washington Luís, que deveria apoiar a candidatura do mineiro Antônio Carlos, acabou apoiando a candidatura do paulista Júlio Prestes, provocando, por parte de Minas Gerais, sua ruptura com a aliança paulista, juntamente com a Paraíba e com o Rio Grande do Sul, que se uniram e criaram a Aliança Liberal, que indicou Getúlio Vargas para ser candidato à Presidência da República e o presidente da Paraíba, João Pessoa, para vice-presidente.
A vitória de Júlio Prestes desencadeou o movimento revolucionário, que o impediu de tomar posse. Na Paraíba, João Pessoa, candidato derrotado, passou a enfrentar várias rebeliões. Uma delas ocorreu em Princesa Isabel e foi comandada pelo coronel José Pereira, aliado de Júlio Prestes, onde várias casas e escritórios de suspeitos de receptar armamentos para os rebeldes foram invadidas pela polícia.
Mais tarde, em Recife, em 26 de julho de 1930, João Pessoa foi assassinado por João Duarte Dantas em uma confeitaria da cidade, evento que gerou muita repercussão em todo o Brasil e também um outro fator que deu origem à Revolução de 1930. O seu corpo foi enterrado no Rio de Janeiro e a capital paraibana, antes chamada Cidade da Paraíba, passou a se chamar João Pessoa em sua homenagem, até os dias atuais.

#### Pós-República Velha

Mapa do Estado da Paraíba, 1926. Arquivo Nacional.

Com a morte de João Pessoa, assume Álvaro Pereira de Carvalho, mas por um curto período, de pouco mais de dois meses, até 4 de outubro de 1930, quando foi substituído por José Américo de Almeida, nomeado interventor federal pelo presidente Getúlio Vargas, mas logo foi substituído por Antenor Navarro, permanecendo no cargo até 1932, ano de sua morte, assumindo, em seu lugar, Gratuliano da Costa Brito e depois José Marques da Silva Mariz (1934). Em 1935, Argemiro de Figueiredo é eleito governador e, em 1937, com o Estado Novo, torna-se interventor federal, ficando até 1940. Até 1947, a Paraíba teve diversos interventores federais nomeados pelo presidente da República, sendo o último deles José Gomes da Silva, entre 1946 e 1947.
A Paraíba teve participação, já na década de 1960, do golpe militar de 1964, que depôs João Goulart, o Jango, do poder, quando o estado era governado por Pedro Gondim, aliado de Jango. Com a instalação de uma ditadura militar, diversos opositores foram presos, exilados, torturados ou mortos, sendo anistiados somente no final da década de 1970, com o processo de abertura política. Pedro Gondim teve seu mandato cassado e direitos políticos suspensos por dez anos, assumindo no lugar João Agripino Filho (1966-1971), que foi sucedido por Ernâni Sátiro (1971-1975), Ivan Bichara (1975-1979) e Tarcísio Burity (1979-1983), todos eleitos indiretamente, sendo os dois primeiros pela Assembleia Legislativa e o último através de um colégio eleitoral, sucedido pelo vice-governador Clóvis Bezerra Cavalcanti em 1982 e 1983, até a eleição de Wilson Braga no ano seguinte.
Em 1989, foi encontrado no distrito de São José da Batalha, município de Salgadinho, uma nova espécie de turmalina, que leva o nome do estado. Posteriormente, essa mesma pedra foi encontrada no vizinho estado do Rio Grande do Norte e no continente africano, mais especificamente em Moçambique e Nigéria. No mesmo ano, foi promulgada a atual constituição do estado, quando Tarcísio Burity, eleito em 1987, governava a Paraíba pela segunda vez, exercendo o mandato até 1991, ano em que Ronaldo Cunha Lima fora eleito. Ele permaneceu no cargo até 1994, quando renunciou para se candidatar ao Senado. O vice, Cícero Lucena, concluiu o mandato do seu antecessor. Nas eleições de 1994, venceu Antônio Mariz, ex-prefeito de Sousa, tomando posse em 1995, porém faleceu no mesmo ano, sendo sucedido pelo vice José Maranhão, reeleito em 1998 até renunciar em 2002. Neste ano, Cássio Cunha Lima, filho do ex-governador Ronaldo, foi eleito governador, sendo reeleito em 2006, porém teve seu mandato cassado em 2009, junto com o vice, voltando ao poder o ex-governador José Maranhão, segundo colocado nas eleições. Em 2010, Ricardo Vieira Coutinho, ex-prefeito de João Pessoa, é eleito para suceder Maranhão, reelegendo-se em 2014 e governando a Paraíba até o fim de seu segundo mandato. Em 2018, João Azevêdo Lins Filho, ex-Secretário de Infraestrutura, Recursos Hídricos, Meio Ambiente e Ciência e Tecnologia da Paraíba, é eleito governador do estado, governando-o até os dias atuais.

### Cronologia por século
- XV: Chegada dos europeus.
- XVI: Franceses e Ingleses junto com os Potiguaras dominam a economia extrativista vegetal na maior parte das décadas de tal século. Fortins e feitorias de madeira são erguidos entre a Baía da Traição e a Baía de São Domingos. Só depois de cinco enfrentamentos e quatro derrotas, as forças ibéricas conseguem vencer os ingleses, franceses e nativos aliados aos tabajaras. É fundada a primeira cidade ao norte da vila de Olinda e cidade de Salvador.
- XVII: Os holandeses vencem as forças ibéricas depois de três embates e duas derrotas. Frederickstaadt e São Domingos (denominação antiga da Paraíba) passam a ser dois dos principais centros da Nova Holanda. Somente  mais de cem anos após a descoberta, os portugueses conseguem finalmente controlar essas terras de fato. A pecuária sobe o Sertão.
- XVIII: A soberania da capitania é ameaçada entre 1755 e 1799 pela influência pernambucana que atinge até mesmo o Ceará, indo da foz do São Francisco a foz do Parnaíba. Paraíba e Ceará já em 1799 recuperam sua soberania perdida em 1755.
- XIX: Interiorização econômica da província
- XX: Crescimento econômico e demográfico da capital e região costeira.
- XXI: Crescimento imobiliário na capital.

### Galeria

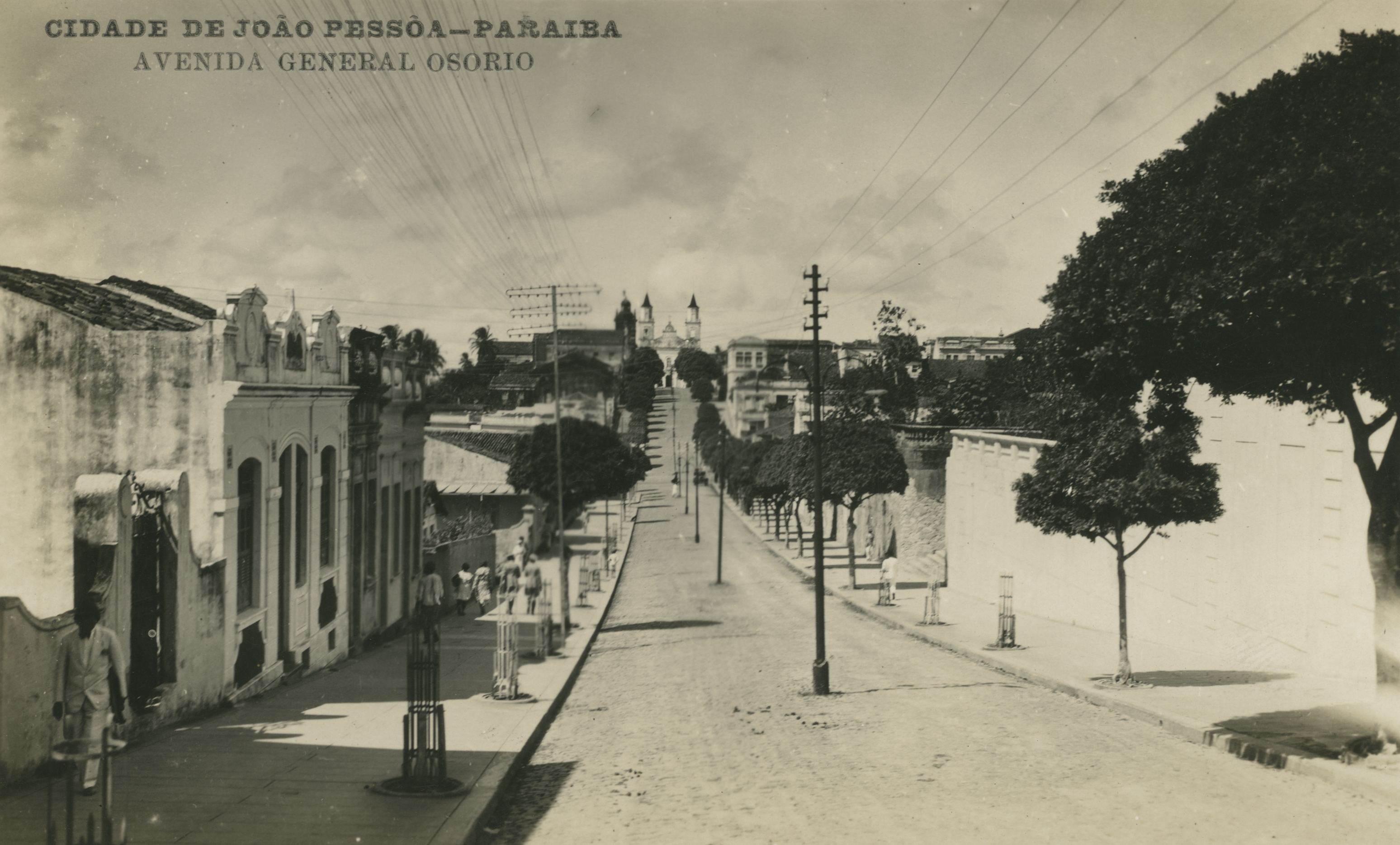
Avenida General Osório, João Pessoa, anos 1930. Arquivo Nacional.
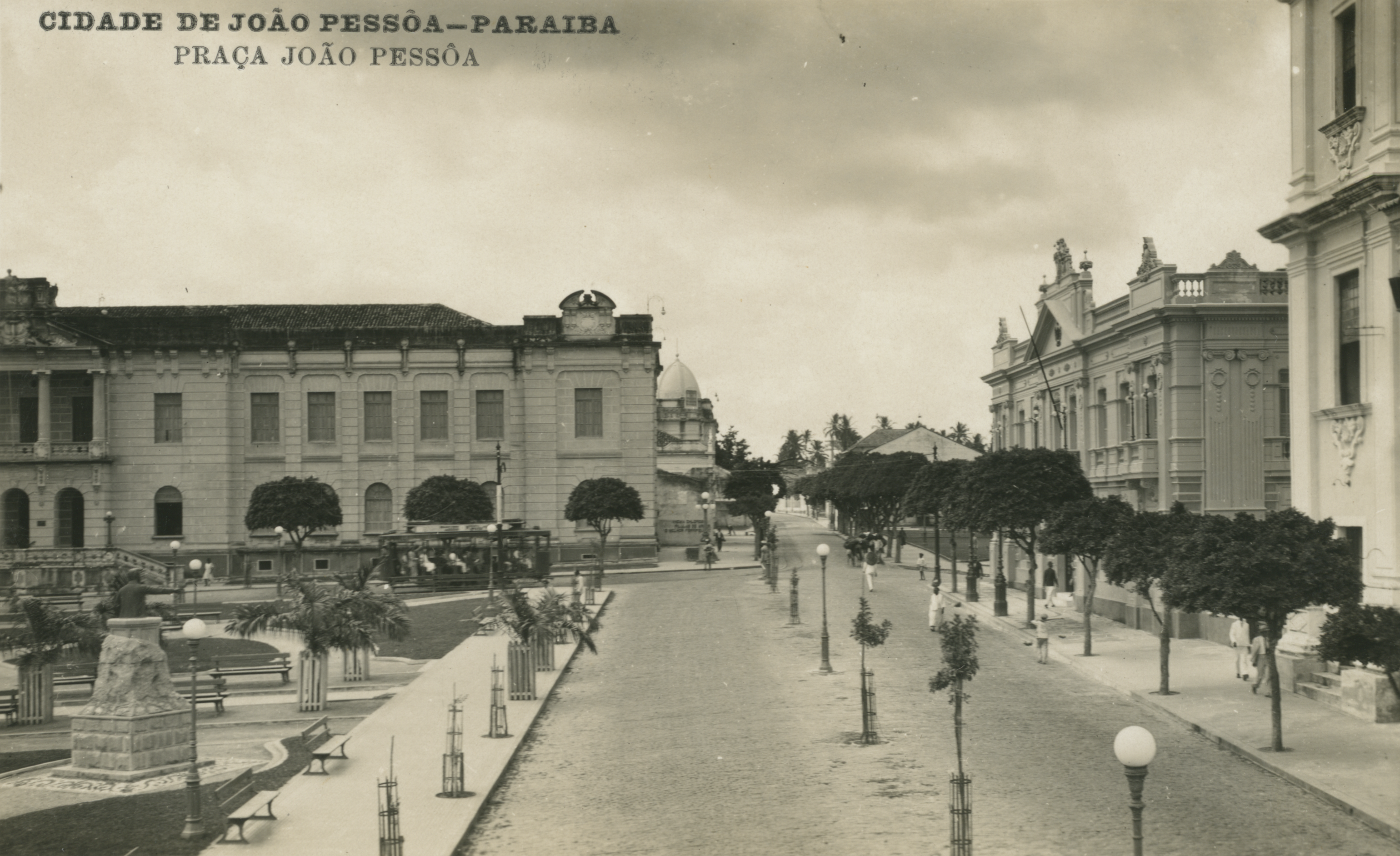
Praça João Pessoa, João Pessoa, anos 1930.Arquivo Nacional
Praça Venâncio Veiga, João Pessoa, anos 1930. Arquivo Nacional
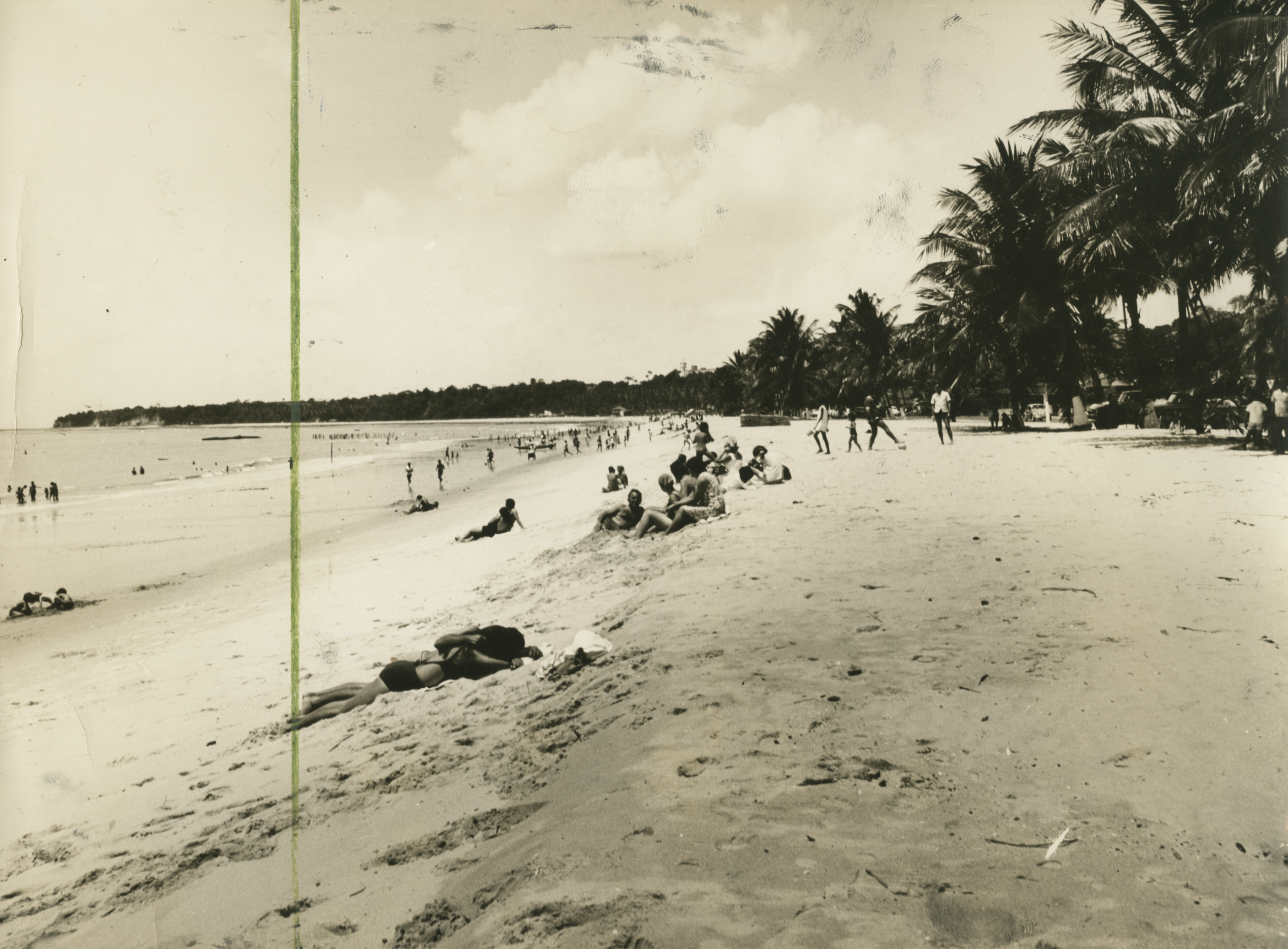
Praia de Tambaú,João Pessoa, 1970. Arquivo Nacional
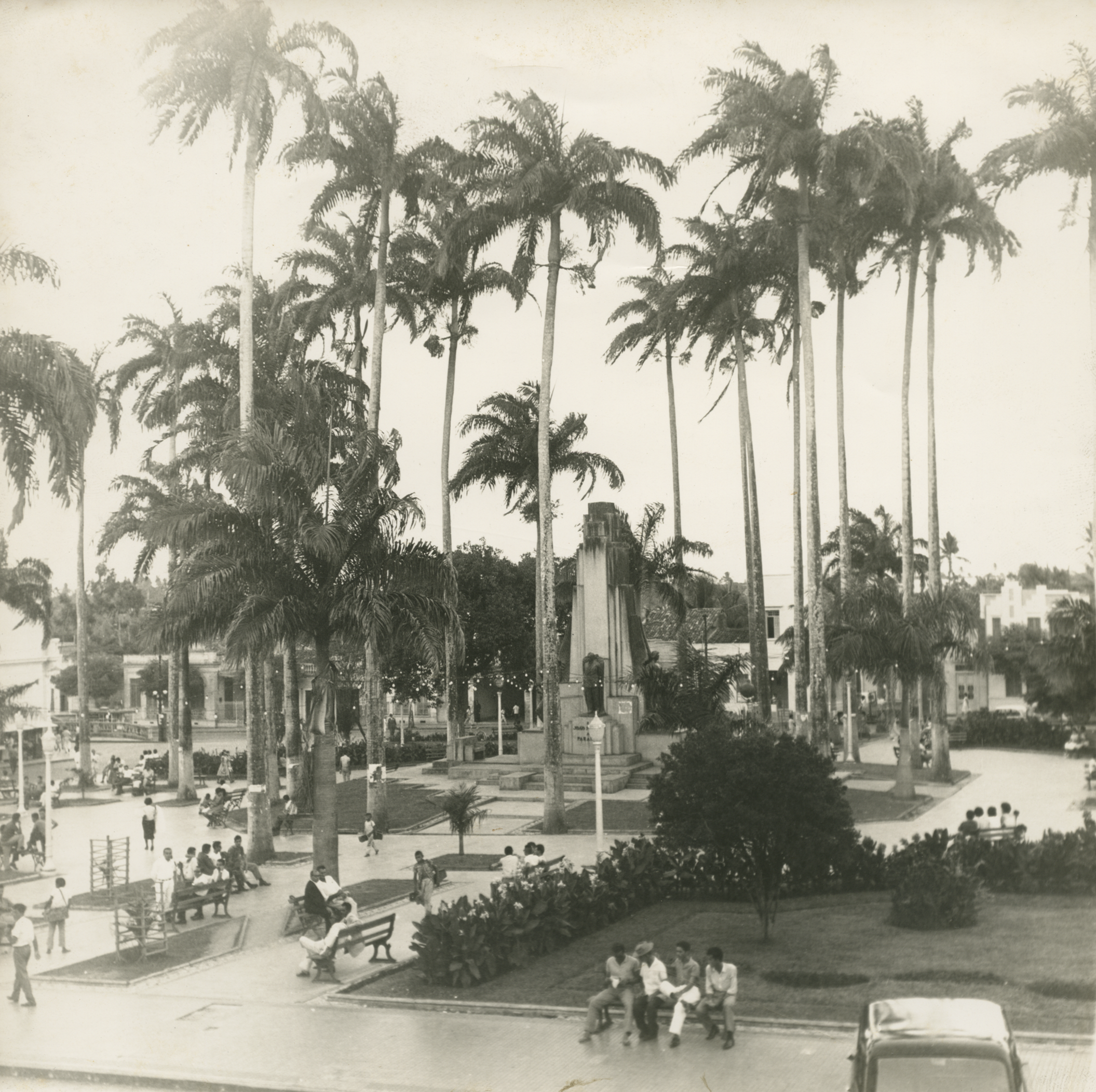
Centro de João Pessoa. Arquivo Nacional